# Stargate – Kommando SG-1

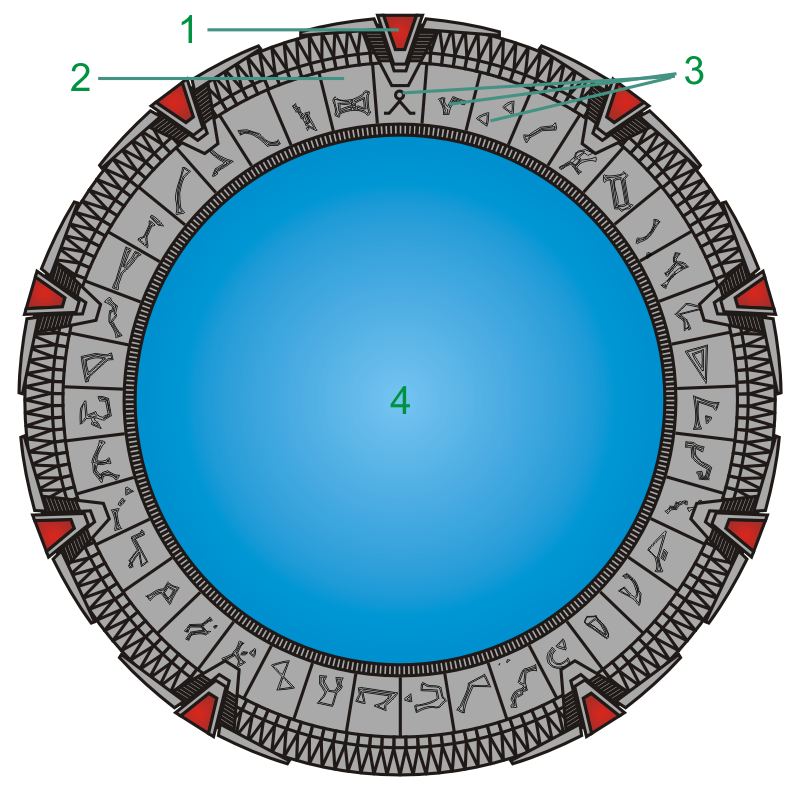
Das Sternentor: 1 = Chevrons; 2 = Anwahlring; 3 = Glyphen; 4 = Ereignishorizont

Stargate – Kommando SG-1 oder kurz Stargate SG-1 ist eine Military-Science-Fiction-Fernsehserie, die auf dem Kinofilm Stargate aus dem Jahr 1994 basiert. Die Serie erzählt die Abenteuer der Einsatzgruppe „SG-1“ – einer von mehreren SG-Einheiten –, die ferne Planeten besucht. Alle diese Welten befinden sich außerhalb unseres Sonnensystems und sind durch ein Netz aus Sternentoren, engl. Stargates, miteinander verbunden.
Die Serie wurde nach zehn Staffeln eingestellt. Bis dahin wurde sie vom Guinness-Buch der Rekorde als am längsten ohne Unterbrechung laufende Science-Fiction-Serie geführt. Zwar lief die britische Sci-Fi-Serie Doctor Who in ihrem ursprünglichen Lauf 27 Jahre lang (1963–1989) kontinuierlich mit neuen Folgen in jedem Jahr, blieb vom Guinness-Buch aber ohne Nennung von Gründen unberücksichtigt.
Aufgrund des Erfolgs der Serie folgten bislang drei Ablegerserien: Stargate Atlantis und Stargate Universe sowie die Zeichentrickserie Stargate Infinity, deren Handlung aber nicht zum offiziellen Stargate-Kanon gehört. Weiterhin erschienen bisher zwei der Serie nachfolgende Direct-to-DVD-Produktionen: Stargate: The Ark of Truth und Stargate: Continuum. 2017 wurde eine Webserie mit dem Namen Stargate Origins produziert, die einige Handlungsstränge von Stargate aufgreift, jedoch zur Zeit des Zweiten Weltkrieges spielt.

## Handlung
Namensgebend sowohl für den Film als auch für die Serie ist ein außerirdisches Gerät, das „Stargate“ (deutsch „Sternentor“) genannt wird. Mit ihm kann eine Wurmlochverbindung zu Stargates, die sich auf anderen Planeten befinden, aufgebaut werden. Durch das geöffnete Wurmloch ist – praktisch ohne Zeitverlust – eine Reise zu diesen Planeten möglich. Teams aus Soldaten und Wissenschaftlern erforschen die Planeten und halten nach fortschrittlicher Technik Ausschau. Diese Teams werden dabei ständig mit neuen Zivilisationen und Gefahren konfrontiert.
Ein Stargate besteht unter anderem aus einem ringförmigen Portal, das groß genug ist, um mehreren Personen gleichzeitig Durchlass zu gewähren oder größere Ausrüstungsgegenstände transportieren zu können. Eines von zwei irdischen Sternentoren befindet sich unter Kontrolle der United States Air Force in einem unterirdischen Atombunker in den Cheyenne Mountains im US-Bundesstaat Colorado. Das gesamte Projekt unterliegt strengster Geheimhaltung.

### Beginn der Serie
Die Handlung der Serie beginnt etwa ein Jahr nach den Ereignissen des Kinofilms. Die Erdbewohner glauben, es gäbe außer dem eigenen Stargate und dem auf dem Planeten Abydos, der laut Missionsbericht als zerstört gilt, kein weiteres mehr. Daher wird dem Sternentor auf der Erde wenig Beachtung geschenkt. Überraschend aktiviert es sich jedoch, und der Goa’uld Apophis tritt hindurch in die Militärbasis. Er tötet das Bewachungs-Team und entführt eine Soldatin. Daraufhin beruft die Air Force die Mitglieder der ersten Mission ein, darunter Colonel Jack O’Neill. Die Rekrutierten geben zu, nach ihrer Rückkehr nicht die Wahrheit berichtet zu haben: Da Ra besiegt war, hielten sie die Bedrohung für die Erde für abgewendet und zerstörten das Stargate auf Abydos nicht. Dr. Daniel Jackson blieb nach dem ersten Einsatz auf Abydos auf eigenen Wunsch wegen seiner Geliebten Sha’re zurück.
Als erneut Abydos aufgesucht und dort mit Dr. Jackson Kontakt aufgenommen wird, berichtet er von seiner Entdeckung, dass es nicht nur die Tore auf der Erde und auf Abydos gebe, sondern ein ganzes System aus Sternentoren. Bald darauf greift Apophis auch Abydos an. Er entführt Jacksons Frau Sha’re und deren Bruder Ska’ara. Einer der schwer verwundeten Soldaten kann sich die Toradresse des Planeten merken, auf den sich Apophis nach seinem Angriff zurückzieht. Daher starten die Menschen eine Rettungsaktion. Als sich Apophis’ wichtigster Jaffa, der Primus Teal’c, auf die Seite der Menschen schlägt, gelingt es, die meisten der dort gefangen gehaltenen Menschen zu befreien, jedoch nicht Sha’re und Ska’ara. Diese werden zu neuen Wirten für Apophis’ Frau und Sohn.
Nun, da die Menschen wissen, dass die Erde durch die Goa’uld bedroht wird, beschließen sie, ein Stargate-Programm aufzubauen, das die anderen Welten untersuchen soll, um Waffen und Verbündete gegen die Goa’uld zu finden. Dafür besuchen die SG-Teams die Planeten, deren Toradressen Dr. Jackson während seiner Zeit auf Abydos auf einem Wandrelief gefunden hat.
Die SG-Teams sind Gruppen aus Soldaten und Wissenschaftlern. Wichtigstes Team ist SG-1, bestehend aus dem kommandierenden Offizier Jack O’Neill, der Soldatin und Physikerin Dr. Samantha Carter, dem Archäologen und Sprachwissenschaftler Dr. Daniel Jackson sowie dem Jaffa Teal’c.

### Weitere Entwicklung
Besonders die Folgen der frühen Staffeln sind weitgehend in sich abgeschlossen und handeln von Besuchen auf verschiedenen Planeten. Meist gerät das SG-1-Team dabei in Gefahr oder muss außerirdischen Völkern helfen. In den späteren Staffeln werden zunehmend größere Handlungsbögen aufgebaut.
Zunächst bleibt Apophis der gefährlichste Gegner der Menschen. Mit der Zeit stellt sich aber heraus, dass er nur einer von vielen Goa’uld ist, die fast die gesamte Milchstraße unter sich aufgeteilt haben. Die meisten dieser sogenannten Systemlords sind untereinander verfeindet.
SG-1 macht auch die Bekanntschaft der Tok’ra, die biologisch gesehen zwar ebenfalls Goa’uld sind, ihre menschlichen Wirte aber nicht unterdrücken. Die Tok’ra kämpfen gegen die Goa’uld, vermeiden es jedoch, einzelne Systemlords anzugreifen. Sie versuchen die Systemlords gegeneinander aufzubringen, damit diese sich durch Kämpfe gegenseitig schwächen. Im Gegensatz dazu schalten die Menschen in den mittleren Staffeln einige Systemlords aus. Das Ergebnis ist meistens, dass die Streitkräfte des Unterlegenen von einem anderen Goa’uld übernommen werden, wodurch der Menschheit ein noch gefährlicherer Gegner erwächst.
Ab der dritten Staffel treten die Replikatoren als neue Feinde auf. Dabei handelt es sich um Maschinen, die alles aus Metall Bestehende „fressen“, um sich selbst daraus replizieren zu können. Sie sind auch entscheidend an Apophis’ Tod beteiligt.
Eine weitere hochentwickelte Rasse sind die Asgard. Im Rahmen eines Planetenschutzabkommens schützen sie die Erde vor den Goa’uld, denen sie technisch weit überlegen sind. Als Gegenleistung hilft SG-1 den Asgard in Situationen, in denen diese physische Hilfe benötigen.
Die Staffeln sechs bis acht sind vom Kampf gegen den Goa’uld Anubis geprägt. Als er besiegt wird, spielen die Goa’uld praktisch keine Rolle mehr. Zudem wird mit der Entdeckung der verlorenen Stadt der Antiker am Ende der siebten Staffel die Grundlage für den Ableger Stargate Atlantis gelegt. Außerdem werden in der achten Staffel die Replikatoren endgültig besiegt.
In den letzten beiden Staffeln treten die Ori als neue Feinde auf. Diese kommen aus einer anderen Galaxie und beginnen sehr schnell und fast unaufhaltsam damit, die Milchstraße zu unterwerfen. Am Ende der zehnten Staffel gelingt es, sie mit Hilfe der Technik der Antiker zu vernichten; ihre menschlichen Krieger bleiben jedoch weiterhin eine Bedrohung.
→ Ein Überblick über alle Episoden findet sich unter Stargate – Kommando SG-1/Episodenliste.

### Fortsetzungen
Nach dem Ende der Serie erschienen bisher zwei Direct-to-Video-Filme:
- Der erste, Stargate: The Ark of Truth, setzt die Handlung um die Ori fort: Sowohl die Überbleibsel der Ori, als auch ihre menschlichen Anhänger werden im Rahmen des Filmes besiegt.
- Der zweite, Stargate: Continuum, handelt von Ba’al, dem letzten noch bekannten Goa’uld-Systemlord. Kurz vor seiner geplanten Exekution verändert er mit einer Zeitmaschine die Zeitlinie, kann jedoch letztendlich besiegt werden.
- Ein dritter Film, Stargate: Revolution wurde angekündigt, mittlerweile aber vollständig auf Eis gelegt.

## Geschichte
Die erste Episode der Serie war der Pilotfilm Children of the Gods, der in den USA am 27. Juli 1997 auf dem Sender Showtime ausgestrahlt wurde. Nach vier Staffeln sollte die Serie ursprünglich eingestellt werden, schließlich wurde aber noch eine fünfte produziert. Dass später noch weitere Staffeln folgten, liegt daran, dass Stargate – Kommando SG-1 zum SciFi-Channel wechselte. Dort wurde die erste Folge der sechsten Staffel am 7. Juni 2002 ausgestrahlt. Mit der zehnten Staffel endete die Serie schließlich. Die letzte Folge Unending wurde erstmals am 13. März 2007 auf dem britischen Sender Sky1 gezeigt.

### Ende von Stargate SG-1
Nach zehn Jahren Stargate SG-1 gab der SciFi-Channel bekannt, dass die Serie nicht mehr für eine weitere Staffel verlängert werde. Der Produzent Robert C. Cooper erklärte noch am selben Tag, dass er das Stargate-Franchise nicht sterben lassen wolle und dass Stargate SG-1 in irgendeiner Form fortgesetzt würde. Zudem hatte die Absetzung von Stargate SG-1 keinen Einfluss auf die Fortführung des Ablegers Stargate Atlantis.
Am 11. Oktober 2006 gab MGM den Stargate-Produzenten die Genehmigung, zwei Stargate-SG-1-Filme zu produzieren, die direkt auf DVD vermarktet werden sollen. Bei positiver Akzeptanz der Fans und entsprechenden Verkaufszahlen sind weitere Filme laut MGM durchaus denkbar. Der deutsche Titel der ersten DVD ist Stargate: The Ark of Truth – Die Quelle der Wahrheit und erschien am 2. Mai 2008. Bei der zweiten DVD wurde der englische Originaltitel Stargate: Continuum in der deutschen Fassung beibehalten. Erscheinungsdatum der US-Version war der 29. Juli 2008, für die deutsche Version der 12. September 2008.
Am 23. März 2007 kündigte Robert C. Cooper, Koproduzent von Stargate SG-1 und Stargate Atlantis, den Start einer dritten Stargate-Fernsehserie an. Nach der Absetzung von Stargate Atlantis nach fünf Staffeln am 21. August 2008 gab er bekannt, dass der SciFi-Channel eine erste Staffel der neuen Serie Stargate Universe bestellt habe. Der Start war ursprünglich für Anfang 2009 geplant, wurde dann jedoch auf Herbst 2009 verschoben.

### Ausstrahlung im deutschsprachigen Raum
In Deutschland wurden alle zehn Staffeln auf dem Privatsender RTL 2 gezeigt. Der Pilotfilm lief am 6. Januar 1999, die letzte Folge am 26. September 2007. Von der ersten bis zur sechsten Staffel war RTL 2 stets der erste Sender, der neue Folgen im deutschsprachigen Raum sendete. Ab der siebten Staffel liefen die Erstausstrahlungen jedoch bei dem österreichischen Sender ATV.

## Besetzung
| Schauspieler          | Rolle                                                                                       | deutsche Stimme                                       | Staffel |
| --------------------- | ------------------------------------------------------------------------------------------- | ----------------------------------------------------- | ------- |
| Richard Dean Anderson | Johnathan „Jack“ O’Neill (Colonel / Brigadier General / Major General / Lieutenant General) | Erich Räuker                                          | 1–10    |
| Amanda Tapping        | Dr. Samantha Carter (Captain / Major / Lieutenant Colonel / Colonel)                        | Christin Marquitan                                    | 1–10    |
| Christopher Judge     | Teal’c                                                                                      | Tilo Schmitz                                          | 1–10    |
| Michael Shanks        | Dr. Daniel Jackson                                                                          | Klaus-Peter Grap                                      | 1–10    |
| Tony Amendola         | Bra’tac                                                                                     | Reinhard Kuhnert                                      | 1–10    |
| Gary Jones            | Walter Harriman (Chief Master Sergeant)                                                     | Hans-Helmut Müller / Andreas Hosang                   | 1–10    |
| Don S. Davis          | George Hammond (Major General / Lieutenant General)                                         | Gerhard Paul (Staffel 1–9) Kaspar Eichel (Staffel 10) | 1–10    |
| Teryl Rothery         | Dr. Janet Fraiser (Captain / Major)                                                         | Arianne Borbach                                       | 1–7, 9  |
| Carmen Argenziano     | Jacob Carter / Selmak (Major General)                                                       | Ernst Meincke                                         | 2–8     |
| Corin Nemec           | Jonas Quinn                                                                                 | Matthias Deutelmoser                                  | 5–7     |
| Claudia Black         | Vala Mal Doran                                                                              | Katrin Zimmermann                                     | 8–10    |
| Ben Browder           | Cameron Mitchell (Lieutenant Colonel / Colonel)                                             | Charles Rettinghaus                                   | 9–10    |
| Beau Bridges          | Hank Landry (Major General)                                                                 | Norbert Gescher                                       | 9–10    |
| Lexa Doig             | Dr. Carolyn Lam                                                                             | Silvia Mißbach                                        | 9–10    |

## Hauptcharaktere

### Jack O’Neill

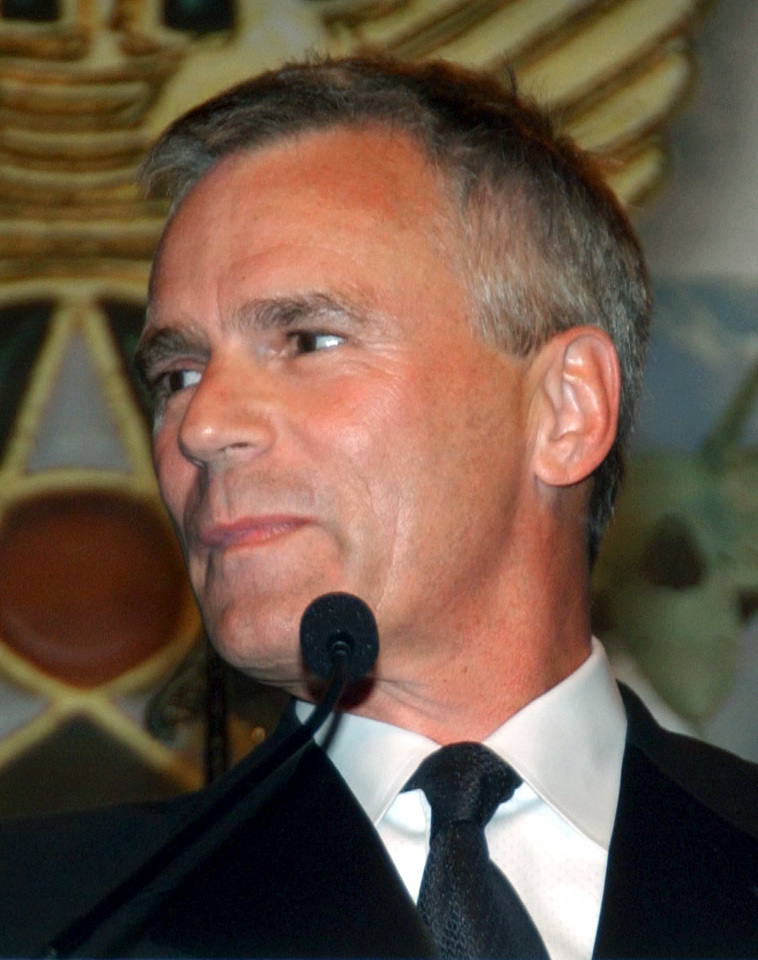
Richard Dean Anderson

Richard Dean Anderson spielt die Rolle des Leiters des Stargate-SG-1-Teams und späteren Kommandanten des SGC. Sein Charakter Jonathan „Jack“ O’Neill musste im Vergleich zum Kinofilm Stargate leicht umbenannt werden. Daher hat man ihm ein zweites „l“ am Ende seines Nachnamens verpasst.
Jack O’Neill wurde am 20. Oktober 1952 in Chicago/Illinois geboren, ist aber in Minneapolis/Minnesota aufgewachsen. Er hat bei der US Air Force gedient, wurde für spezielle Operationen ausgebildet und war vier Monate in irakischer Gefangenschaft. Er heiratete Sara, mit der er einen Sohn namens Charlie hatte. Charlie hat sich aus Versehen mit Jacks Dienstwaffe erschossen, was Jack sich selbst nie verzeihen konnte. Jack quittierte den Dienst und ging in den vorzeitigen Ruhestand. Fünf Jahre später wurde er gebeten, den ersten Einsatz nach Abydos zu übernehmen (Kinofilm Stargate). Bei seiner Rückkehr hatte ihn Sara verlassen. Er kehrte in den Ruhestand zurück, bis Apophis ein Jahr später durch das Stargate auf die Erde gelangte.
Er ist der Taktiker des Teams und spezialisiert auf militärische Aufgaben, Wissenschaftliches überlässt er meist Carter oder Daniel Jackson. O’Neill besitzt einen eigenen Humor, was vor allem von Dr. Jackson und Teal’c nur selten als „witzig“ empfunden wird. Er hegt starke Gefühle für Samantha Carter, jedoch kann er aufgrund seiner und ihrer Zugehörigkeit zum Militär keine Beziehung mit ihr eingehen.
Zu Beginn der 8. Staffel wird O’Neill zum Brigadegeneral und zum Kommandanten des Stargate-Centers und Nachfolger von General Hammond befördert.
Mit der 9. Staffel wird O’Neill zum Major General befördert und übernimmt die Leitung des neu gegründeten Federal Department of Homeworld Security. Er hat in weiteren SG-1 und „Stargate: Atlantis“-Episoden sowie (im Rang eines Lieutenant General) in Stargate Universe noch einige Gastauftritte.

### Dr. Samantha Carter

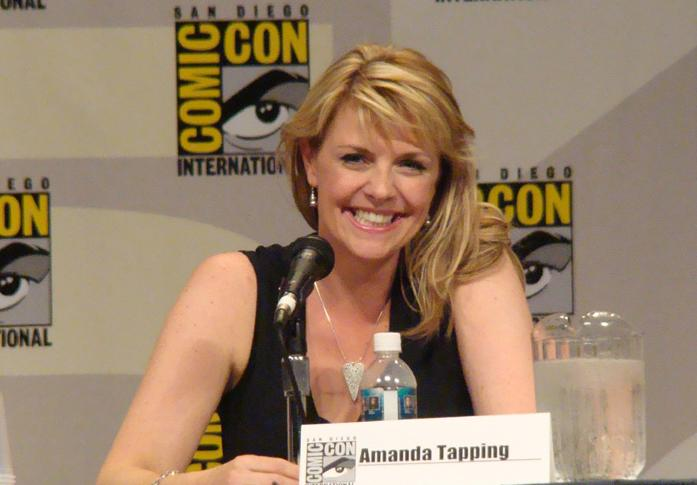
Amanda Tapping

Amanda Tapping spielt Samantha Carter. Samantha Carter ist Offizier der US Air Force und Doktor der Astrophysik und gilt als Spezialistin auf dem Gebiet der Plasma- und Partikelforschung. Sie ist Pilotin mit Nahkampfausbildung und flog im Golfkrieg über 100 Stunden Lufteinsätze mit der F-16. Sie hat eine medizinische Feldausbildung und ist Gastdozentin an der Airforce-Akademie. Am Anfang der 1. Staffel war sie noch Captain und wurde in der 3. Staffel zum Major befördert. In der 8. Staffel wurde sie zum Lieutenant Colonel befördert.
Carter trug kurzfristig den Tok’ra Jolinar von Malkshur in sich, seitdem kann sie Goa’uld-Symbionten in ihrer Nähe spüren und Goa’uld-Handgeräte bedienen, da vom Symbionten ein Proteinrückstand und Naquadah in ihrem Körper zurückblieben. Auch ihr Vater, Jacob Carter, welcher zuvor ein Major General der Air Force war und an Krebs litt, erhielt als letzte Rettung den Tok’ra-Symbionten Selmak implantiert. Seitdem fungiert er als Vermittler zwischen den Menschen und den Tok’ra.
Sie hat zwar starke Gefühle für O’Neill, jedoch kann sie auf Grund ihrer und seiner Zugehörigkeit zum Militär keine Beziehung mit ihm eingehen. So war sie lange Single, bis sie in der 7. Staffel Pete Shanahan kennenlernte, mit dem sie sich gegen Ende der 8. Staffel sogar verlobte. Diese Verbindung ging letztlich wegen ihrer Gefühle für Jack O’Neill in die Brüche. Zur selben Zeit erlitt sie einen weiteren Schicksalsschlag, als ihr Vater (gespielt von Carmen Argenziano) starb, da der Tok’ra Selmak in ihm schon zu alt war. Durch Selmak lebte ihr Vater aber sechs Jahre länger.
Mit Beginn der 9. Staffel wird Carter nach Area 51 versetzt, kehrt aber später (nach dem Auftauchen der Ori) wieder zu SG-1 zurück. Begründet ist das in der Schwangerschaft von Amanda Tapping.
Nach dem Ende von Stargate: SG-1 spielt Samantha in der 4. Staffel von Stargate Atlantis mit. Sie wird dort zum Colonel befördert und übernimmt bis auf Weiteres das Kommando. Nach ihrem ersten Jahr als Leiterin der Atlantis-Expedition wird sie für Baals Extraktionszeremonie und zu einer Berichterstattung über ihr erstes Jahr als Kommandantin von Atlantis zur Erde bestellt. Dort eröffnet ihr Richard Woolsey ihren sofortigen Abzug aus der Pegasusgalaxie. Sie verbringt auf der Erde ein weiteres Jahr mit ihrem ursprünglichen Team. Als ein Wraithschiff Kurs auf die Erde nimmt, koordiniert sie gemeinsam mit Major Davis die Verteidigungsstreitkräfte der Erde. Zu diesem Zeitpunkt ist Carter die temporäre Befehlshaberin des Stargate-Centers, da sich Gen. Landry in Washington aufhält. Nach seiner Rückkehr wird sie das Kommando über das neue Erdenraumschiff U.S.S. George Hammond übernehmen.

### Dr. Daniel Jackson

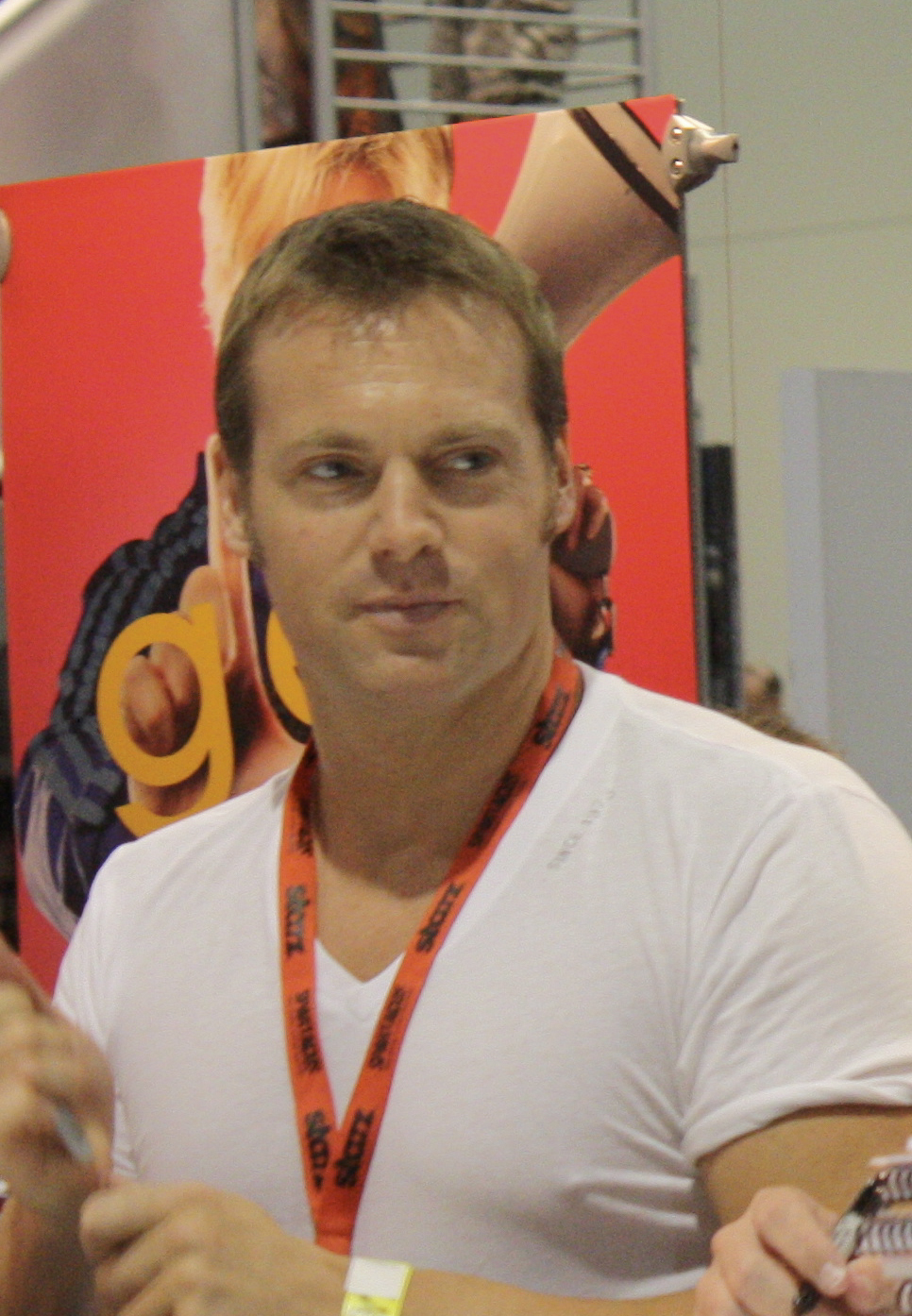
Michael Shanks

Michael Shanks spielt Dr. Daniel Jackson. Dr. Daniel Jackson besitzt drei Doktorgrade (in Archäologie, Anthropologie und Philologie) und beherrscht 23 irdische Sprachen. Er wurde 1965 geboren und ist das einzige Kind von Dr. Melburn und Claire Jackson, die beide noch während seiner Kindheit bei einem Unfall, für den er sich insgeheim die Schuld gibt, starben. Vor der ersten Stargate-Mission war er als Archäologe sehr umstritten, da er die These aufstellte, dass die Pyramiden nicht von den Pharaonen der 4. Dynastie, sondern von Außerirdischen erbaut wurden. Aber aufgrund dieser These, die sich schließlich als zutreffend herausstellte, wurde er nach der Entdeckung des Stargates vom Militär hinzugezogen. Mit seiner Hilfe konnte man die Zeichen auf dem Stargate entziffern und es in Betrieb nehmen. Somit ist Daniel Jackson der Mann, der das Stargate-Projekt erst ermöglicht hatte. Er versucht immer zuerst, Konflikte friedlich zu lösen, weil er Gewalt verabscheut und nur als allerletztes Mittel akzeptiert. Oft hat er mit diesem Vorgehen auch Erfolg.
Nach der ersten Stargate-Mission (Kinofilm) bleibt er auf dem Planeten Abydos zurück, um bei den Einheimischen zu leben. Als seine Frau und sein Schwager von Apophis’ Jaffa entführt werden, kehrt er zur Erde zurück und wird Mitglied von SG-1 (Serien-Pilotfilm). Er wird Berater des SGC und Abgesandter des Präsidenten der Vereinigten Staaten. Als seine Frau stirbt, ereilen ihn für eine längere Zeit Selbstzweifel und große Trauer. Am Ende der 5. Staffel wird er verstrahlt. Anstatt zu sterben, schafft er es durch die Hilfe der bereits aufgestiegenen Antikerin Oma Desala, in eine höhere Ebene der Existenz „aufzusteigen“ (wie die Antiker), wonach er hin und wieder, trotz eines Einmischungsverbots, dem SG-1-Team hilft. Aus diesem Grund und weil er es nicht erträgt, seine Freunde tatenlos leiden zu lassen, wird er am Ende der 6. Staffel wieder in die Welt der Lebenden geschickt. Im späteren Verlauf hilft er bei der Entdeckung des Antiker-Außenpostens auf der Erde sowie der Stargate-Adresse der Antiker-Stadt Atlantis. Als er später während des Kriegs mit den Replikatoren wieder getötet wird, wird er wieder vor die Wahl gestellt, zu sterben oder aufzusteigen. Bei dieser Wahl ermutigt er Oma Desala zum Angriff auf Anubis. Ihm wird wieder das Leben geschenkt und er kehrt auf die Erde zurück. Am Ende der 8. Staffel verließ er SG-1, um nach Atlantis zu gehen. Nachdem er aber den Flug verpasst hatte, war er wieder Mitglied von SG-1. Anfang der 9. Staffel machte er aus Versehen die Ori auf die Milchstraße aufmerksam, die nun die Erde bedrohen. Außerdem wurde er in der 10. Staffel kurzzeitig zum Prior. Er hat einen Gastauftritt in der 5. Staffel von Stargate Atlantis, wo er zusammen mit Dr. McKay ein verstecktes Labor der Antiker sucht.

### Teal’c

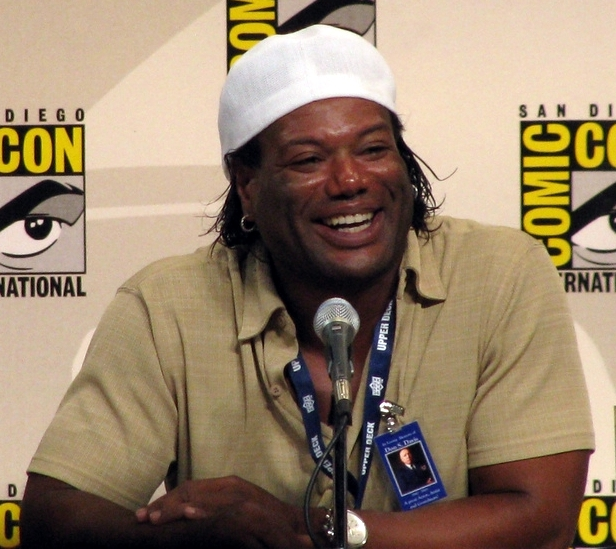
Christopher Judge, auf der San Diego Comic-Con International

Christopher Judge spielt den Außerirdischen Teal’c (sprich: Tie-Alk), einen Jaffa, Ehemann von Drey’auc und Vater von Rya’c. Nachdem Ronak, Vater von Teal’c und erster Primus von Kronos, von Kronos getötet wurde, floh Teal’c mit seiner Familie nach Chulak. Dort stieg er zum ersten Primus von Apophis auf. Sein Mentor war Bra’tac, den er als Primus ablöste. Dieser lehrte ihn, dass die Goa’uld falsche Götter sind und die Jaffa versklaven, da sie die wahre Macht der Goa’uld sind. Bra’tac war außerdem Teal’cs Ziehvater und Ausbilder, der ihn fast alle seine Kampf- und Meditationstechniken lehrte.
Im Pilotfilm erhebt sich Teal’c gegen seinen „Gott“ Apophis und schließt sich dem SG-1-Team an. Nach anfänglichen Schwierigkeiten wird er schließlich ein Mitglied von SG-1. Im Laufe der Zeit wird er ein wichtiges Mitglied, da er wertvolle Informationen über die Goa’uld besitzt (in Bereichen wie Waffen, Technik, Sprache und Kultur). Des Weiteren war es Teal’cs Ziel, seine „Brüder“, die Jaffa, zu befreien. Das verläuft in den ersten Staffeln nur sehr schleppend. Doch mit der Zeit gewinnt seine Bewegung immer mehr Einfluss.
Am Anfang der 6. Staffel stirbt seine Frau Drey’auc, da sie keinen neuen Symbionten finden konnte und sich auch keinen von einem anderen Jaffa stehlen lassen wollte. In der 7. Staffel lernt er die Kriegerin Ishta kennen (eine Jaffa-Amazone), mit der er eine Beziehung eingeht.
Im Verlauf der 6. Staffel wurde sein Symbiont getötet, seither benutzt er das Medikament Tretonin, welches ihn unabhängig von einem Symbionten macht und ihm dennoch zu einem perfekten Immunsystem verhilft. Tretonin selbst hat aber auch den Effekt der lebenslangen Abhängigkeit und ohne dieses würde Teal’c ebenfalls sterben.
Am Ende der 8. Staffel erreicht Teal’c sein Ziel, die Jaffa zu befreien und eine eigene Nation zu gründen. Im hohen Rat der Jaffa soll er eine führende Rolle übernehmen, die er ablehnt. Durch das Auftauchen der Ori war er bei der entscheidenden Wahl nicht anwesend, so dass Gerak zum Anführer der Jaffa-Nation wurde. Im Verlauf der 9. und 10. Staffel gehörte Teal’c wieder aktiv zum SG1-Team. In der letzten Folge der 10. Staffel lebten er und SG-1 über 50 Jahre in einer Zeitblase. Da Teal’c wesentlich langsamer altert als ein Mensch, konnte er die Zeitblase von außen beenden und das Team so wieder verjüngen. Er selbst hat seitdem graue Strähnen. Er hat einen Gastauftritt in der 4. Staffel von Stargate Atlantis: Er wird von Samantha Carter gebeten, Ronon Dex zu helfen. Deshalb reist er kurz nach Atlantis.

### Jonas Quinn

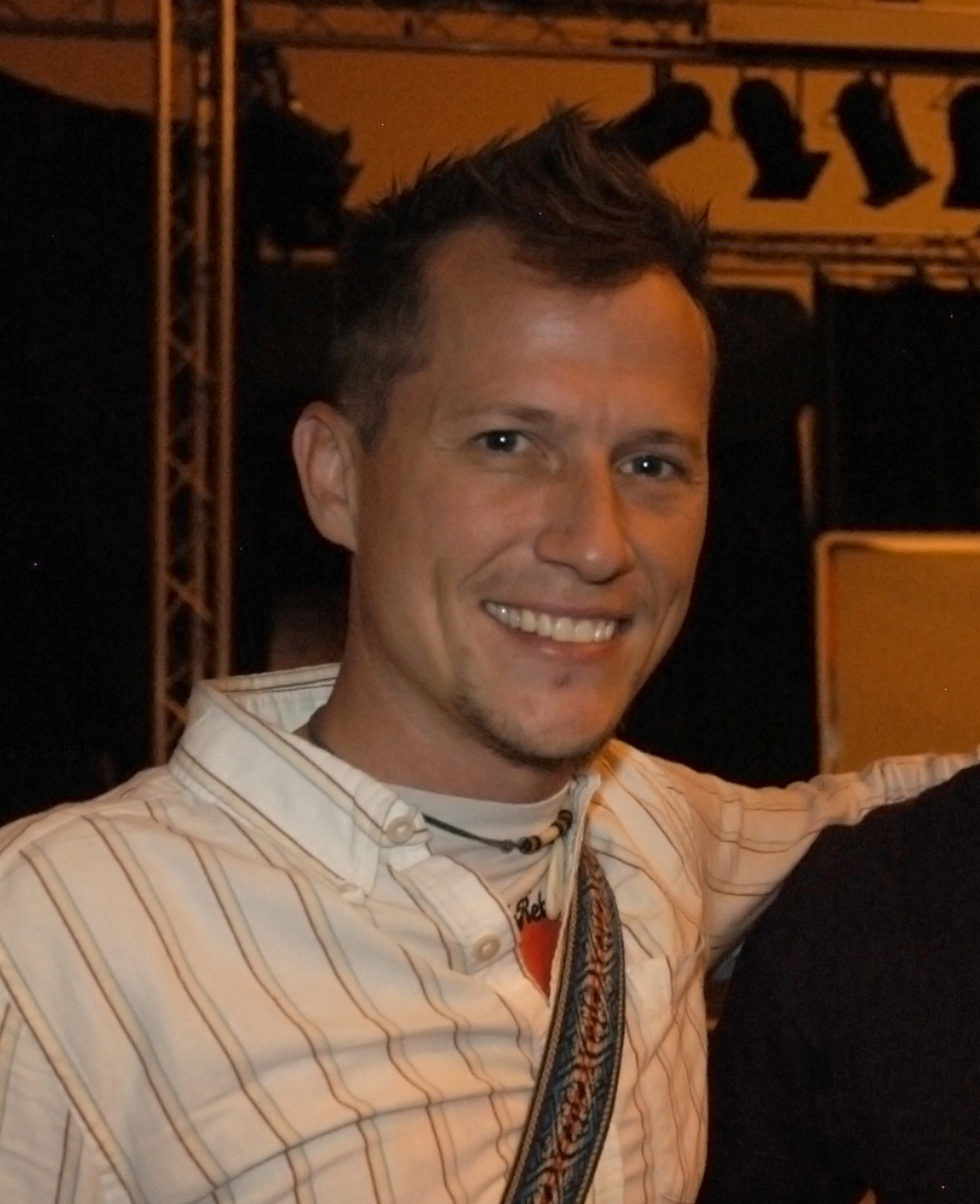
Corin Nemec

Jonas Quinn (Corin Nemec) ist ein Außerirdischer vom Planeten Langara, dessen Volk wie viele andere vor mehreren tausend Jahren von der Erde entführt wurde. In der Nation Kelowna war er Berater der Regierung, die Experimente mit Naquadriah durchführt.
Bei einem außer Kontrolle geratenen Experiment wird Daniel Jackson einer hohen Strahlendosis ausgesetzt, als er den Naquadriahkern einer Testwaffe entfernt, um eine Explosion abzuwenden. Jackson „stirbt“ an den Folgen dieser Verstrahlung. Jonas fühlt sich als Zeuge der Beinahe-Katastrophe schuldig, da er weder den Mut aufbrachte, Daniel zu helfen, noch auf Kelowna die Wahrheit über den Unfall sagen durfte. Unter dem Druck seines Gewissens flüchtet er zur Erde und nimmt die Vorräte an Naquadriah mit, was dazu führt, dass seine Regierung ihn zum Verräter und Staatsfeind erklärt. In der 6. Staffel wird er Mitglied von SG-1 und übernimmt den durch den vermeintlichen Tod von Daniel Jackson frei gewordenen Platz. Zwar gliedert sich Jonas Quinn relativ schnell ins SG-1-Team ein, doch ist er nicht dazu fähig, Dr. Jackson zu ersetzen. Obwohl er ein zweifellos guter Forscher ist, kann er nicht mit den Fähigkeiten und dem Wissen von Dr. Jackson bezüglich der Antikersprache konkurrieren. Das wird auch deutlich, als er die Tafel aus der Schatzkammer von Ra falsch übersetzt: „verlorene Stadt“ wird sie zuerst von ihm übersetzt, später formuliert er den Namen in „Stadt der Verlorenen“ um. Das ist zwar auch nicht korrekt, führt aber das SG-1-Team indirekt auf den Planeten, auf den Daniel Jackson von Oma Desala bei seinem Abstieg gebracht wurde. Später übersetzt Jackson den Namen der Stadt als „Die verloren gemachte Stadt“.
Nach der Rückkehr von Daniel Jackson in der 7. Staffel kehrt Jonas auf seinen Planeten zurück. Dort wird er vom Staat wieder angenommen und erhält einen hohen Posten, um zwischen den drei Großmächten des Planeten zu vermitteln. In späteren Folgen trifft er wieder mit SG-1 zusammen und gemeinsam retten sie Jonas’ Planeten vor der Bedrohung durch eine alte Naquadriahmine des ehemaligen Goa’uld des Planeten. Im Verlauf der 9. Staffel erfährt man, dass seine Heimatwelt von den Ori erobert wurde. Sein jetziger Status ist unbekannt.

### George Hammond

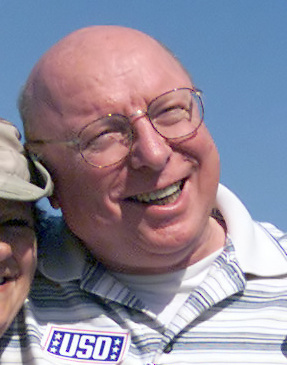
Don S. Davis

Als Nachfolger von General West war Major General George Hammond (Don S. Davis) mit der Leitung des SGC betraut. So war er auch derjenige, welcher Colonel O’Neill wieder in den aktiven Dienst stellte.
Aufgrund seiner Position ging er selbst nur selten durch das Stargate. Hammond lässt gerne auch mal etwas durchgehen, verstößt wenn notwendig gegen die Regeln und versucht, seine Teams zu schützen. Aus diesem Grund wurde er auch schon mal Ziel des NID und wurde zum Rücktritt erpresst, was dank Colonel O’Neill wieder rückgängig gemacht wurde. Am Ende der siebten Staffel wird er jedoch aus politischen Gründen versetzt und durch die Zivilistin Dr. Weir ersetzt, welche später die Leitung der Atlantis-Mission übernimmt. Jedoch nahm er weiterhin am Stargate-Projekt teil. So war er der Kommandant des Raumschiffs Prometheus während des Angriffs auf die Erde durch Anubis. Hammond wird in der Zeit zwischen siebter und achter Staffel zum Lt. General befördert und wird als Leiter der Abteilung „Homeworld Security“ des Verteidigungsministeriums der Vereinigten Staaten versetzt. Dort ist er nun zuständig für jegliche Operationen, die mit dem Stargate und der Sicherheit der Erde gegenüber Angriffen von außen zu tun haben. So blieb er weiterhin dabei und hat immer noch großen Einfluss, da ihn der Präsident als wichtigen Berater ansieht. Seinen Platz im Stargate-Center übernimmt Brigadier General O’Neill. In der letzten Stargate-Atlantis-Folge der 5. Staffel wird am Rande erwähnt, dass Hammond überraschend an einem Herzinfarkt gestorben ist (Don S. Davis starb tatsächlich am 29. Juni 2008 an den Folgen eines Herzinfarkts). Im Andenken an ihn wird das nächste Schiff der Daedalus-Klasse, die USS „Phoenix“, in USS „George Hammond“ umbenannt.

### Cameron Mitchell

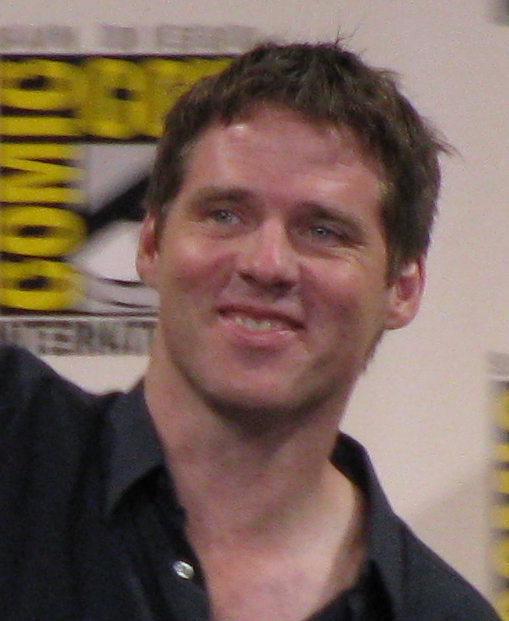
Ben Browder

Lieutenant Colonel Cameron Mitchell (Ben Browder) verteidigte SG-1 am Ende der 7. Staffel in der Antarktis als Staffelführer eines F-302-Geschwaders. Bei dem Kampf gegen Anubis’ Soldaten wurde er abgeschossen und durch den Absturz schwer verletzt. Für diesen heldenhaften Einsatz wurde ihm die Congressional Medal of Honor verliehen. General O’Neill versprach ihm im Krankenhaus, dass er jeden Posten bekommt, den er will, wenn er wieder gesund wird. Er hat sich für die Mitgliedschaft im SG-1-Team entschieden. Jack O’Neill hat ihm am Beginn der 9. Staffel jedoch nicht gesagt, dass alle Mitglieder von SG-1 neue Aufgaben haben und er ein neues SG-1-Team zusammenstellen muss. Er schafft es jedoch, Daniel Jackson, der eigentlich mit der Daedalus nach Atlantis fliegen wollte, und Teal’c, der auf Dakara war, wieder zu „reaktivieren“. Nach einiger Überredungsarbeit kehrt auch Samantha Carter, die in Area 51 forschte, wieder zum Team zurück. Mit Cameron Mitchell ist SG-1 erstmals seit der Beförderung von Jack O’Neill zum General wieder ein vollständiges Vier-Personen-Team.
Bei Einsätzen mit der Prometheus oder der Odyssey übernimmt Cameron Mitchell bei Bedarf das Kommando über die F-302-Staffel.
Irgendwann nach der Beseitigung der Ori-Gefahr und vor seinem Auftritt in Stargate: Continuum wurde er zusammen mit Carter zum Colonel befördert. Er führt bis heute das Kommando über SG-1.

### Hank Landry

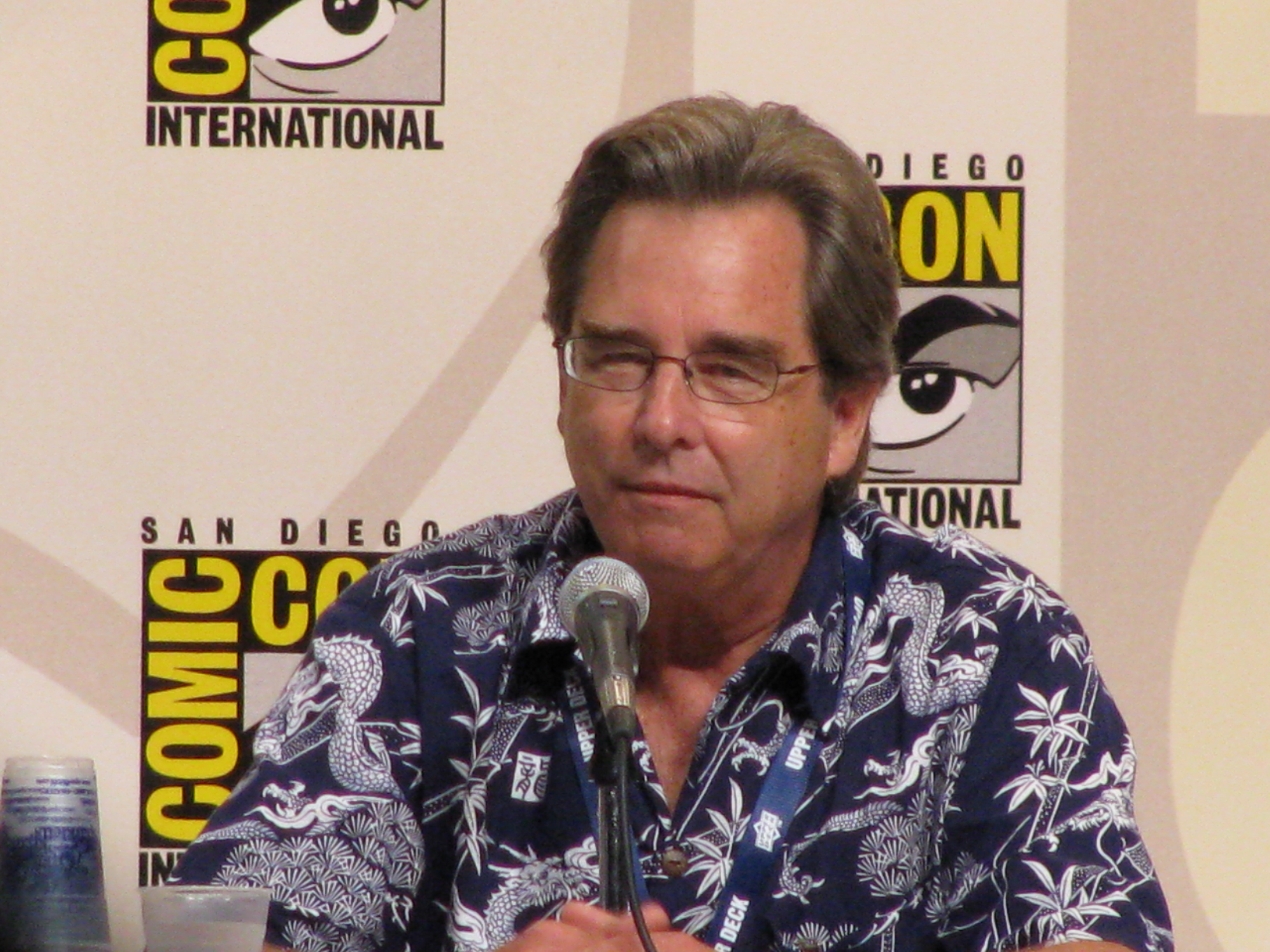
Beau Bridges

Major General Hank Landry (Beau Bridges) wird zu Beginn der neunten Staffel als neuer Kommandant des SGC eingesetzt und löst damit seinen Freund O’Neill ab. Er ist eine Führernatur, was sich in der direkten und unkomplizierten Art zeigt, mit der er an alle Aufgaben herangeht. Darüber hinaus besitzt er ein sehr gutes Verhandlungsgeschick, welches er immer wieder unter Beweis stellt.
Dr. Lam ist Landrys Tochter, die beiden haben aber nicht das beste Verhältnis zueinander. Mit Verlauf der 9. und 10. Staffel bessert sich das Verhältnis.

### Vala Mal Doran

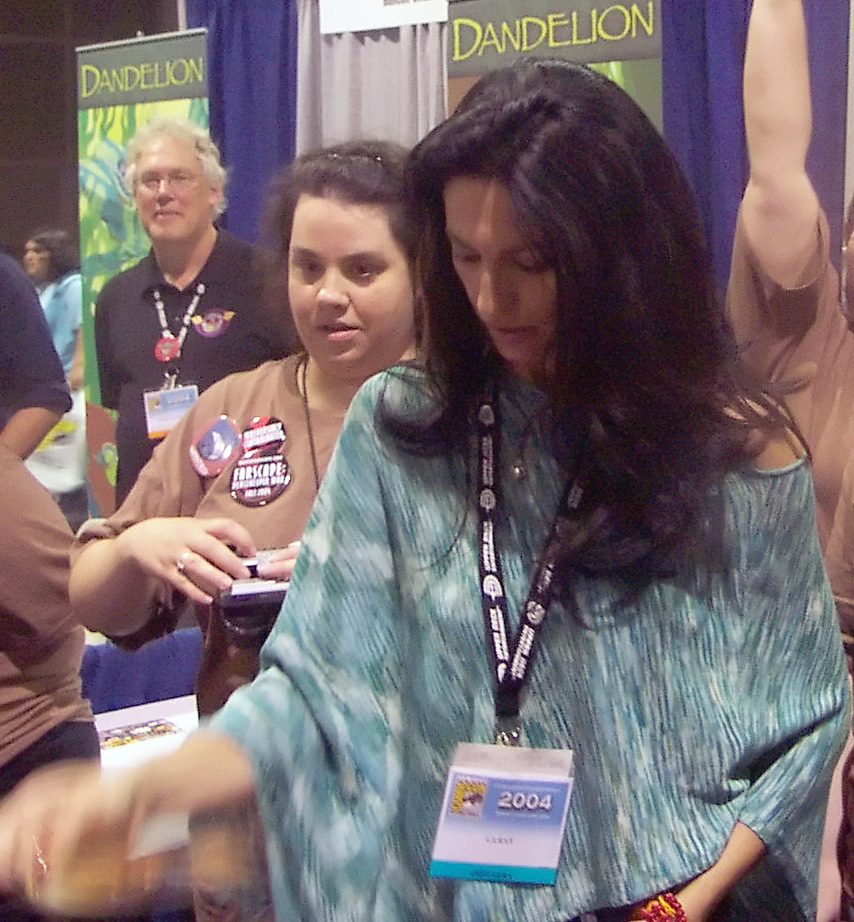
Claudia Black bei der Comic-Con in San Diego, 2004

Vala Mal Doran (Claudia Black) ist eine selbstsichere außerirdische Diebin. Zu Beginn ist sie nur auf ihren eigenen Vorteil bedacht und verbirgt ihren wahren Charakter hinter viel Humor und anzüglichen Bemerkungen. Ohne Skrupel schmiedet sie ihre Pläne und scheut auch nicht davor zurück, andere zu benutzen, um ans Ziel zu gelangen. Mit der Zunahme der Bedrohung durch die Ori schlägt sie sich allerdings auf die Seite der Menschen und spielt eine wichtige Rolle im Kampf gegen die Ori.
Vala tauchte erstmals in der achten Staffel auf, als sie die Prometheus stahl. In der neunten Staffel spielte Vala bereits in den ersten Folgen mit, quasi als Ersatz für Amanda Tapping, die sich in Babypause befand. Bei der Vernichtung des Ori-Supergates wird sie in die Ori-Galaxie gesaugt. Dort heiratet sie einen Mann namens Tomin. Nach der Invasion der Ori kann sie befreit werden und ist dann ab Beginn der 10. Staffel festes Mitglied von SG-1.
Vala kann Goa’uld-Technik, wie etwa ein Heilgerät, benutzen, da sie einst Wirtin des Goa’uld Qetesh war. Nach einer Rebellion und schrecklicher Folter auf ihrem Heimatplaneten entfernten die Tok’ra ihren Symbionten und pflegten sie gesund.
Ihre Tochter Adria ging aus einer heimlichen künstlichen Befruchtung der Ori hervor. Sie führt in Staffel 10 die Armee der Ori an. Vala versucht, sie von den bösen Absichten der Ori abzubringen. Adria stieg gegen Ende der 10. Staffel auf.

## Nebencharaktere

### Menschen

#### Dr. Janet Fraiser

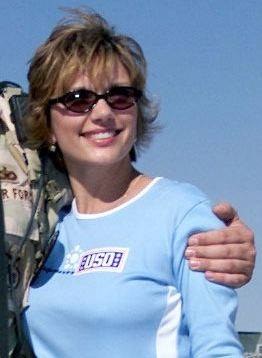
Teryl Rothery

Major (zuvor Captain) Dr. Janet Fraiser (Teryl Rothery) ist leitende Ärztin der medizinischen Abteilung im Stargate-Center. Im Laufe der Stargate-Missionen wird sie mit vielen neuen Krankheiten und anderen medizinischen Eigenarten konfrontiert, die sie allesamt meistert. Demgegenüber ist sie in Situationen mit paranormalen Gegebenheiten überfordert, da sie sehr rational denkt und handelt. Im Privatleben kümmert sie sich um Cassandra (Katie Stuart), ein außerirdisches Mädchen, das von SG-1 gerettet wurde. Im Verlauf der 7. Staffel kommt sie während eines Rettungseinsatzes auf einem fremden Planeten ums Leben.
In der 9. Staffel kommt es zu einem Zusammentreffen von SG-1 mit einer aus einem Paralleluniversum stammenden Janet Fraiser. Diese hat in ihrer Realität das Kommando SG-1 übernommen und befindet sich auf der Suche nach einem Heilmittel für die Prior-Seuche.

#### Dr. Carolyn Lam
Dr. Carolyn Lam (Lexa Doig) leitet ab der neunten Staffel den medizinischen Stab des Stargate-Centers. Zunächst versteht sie sich mit ihrem Vater (General Landry) überhaupt nicht, da er in ihrer Kindheit aufgrund seines Dienstes nie für sie da war. Erst durch eine schwere Erkrankung ihres Vaters bessert sich das Verhältnis.

#### Robert Kinsey
Robert Kinsey (Ronny Cox) ist ein unmoralischer Machtpolitiker und Gegner von SG-1. Als Senator ist er zunächst Vorsitzender des Bewilligungsausschusses, später dann Vizepräsident. Zuerst will er das Stargate-Center schließen, später die Kontrolle übernehmen und Hammond und O’Neill ausbooten. Seine wiederholten Versuche scheitern aber und stürzen ihn letztlich selbst ins Unglück. Außerdem wird er ein Mitglied des Trusts.

### Einzelne Goa’uld

#### Apophis
Apophis (Peter Williams, benannt nach dem altägyptischen Gott Apophis) löst mit seinem Überfall auf die Erde durch das Sternentor und der Entführung einer Soldatin die Wiederaufnahme des Sternentor-Programms aus. Apophis ist einer der mächtigsten Goa’uld und der Hauptgegner von SG-1 in den ersten Staffeln. Er wird besiegt und stirbt, doch SG-1 ist gezwungen, seine Leiche an Sokar zu übergeben, der ihn wiedererweckt. Apophis erlangt seine Macht zurück. Seine Flotte wird aber von SG-1 in eine Falle gelockt, er selbst überlebt zwar in seinem Mutterschiff, dieses wird jedoch in einer fernen Galaxie von den Replikatoren übernommen. SG-1 schafft es schließlich, das Raumschiff beim Eintritt in die Atmosphäre mitsamt Apophis und den Replikatoren zu zerstören. Seine Frau Amonet besetzt Daniel Jacksons Frau Sha’re, sein Sohn Clor’el besetzt deren Bruder Ska’ara. SG-1 verfolgt zu Beginn der Serie lange Zeit die Zurückgewinnung dieser Freunde.

#### Ba’al

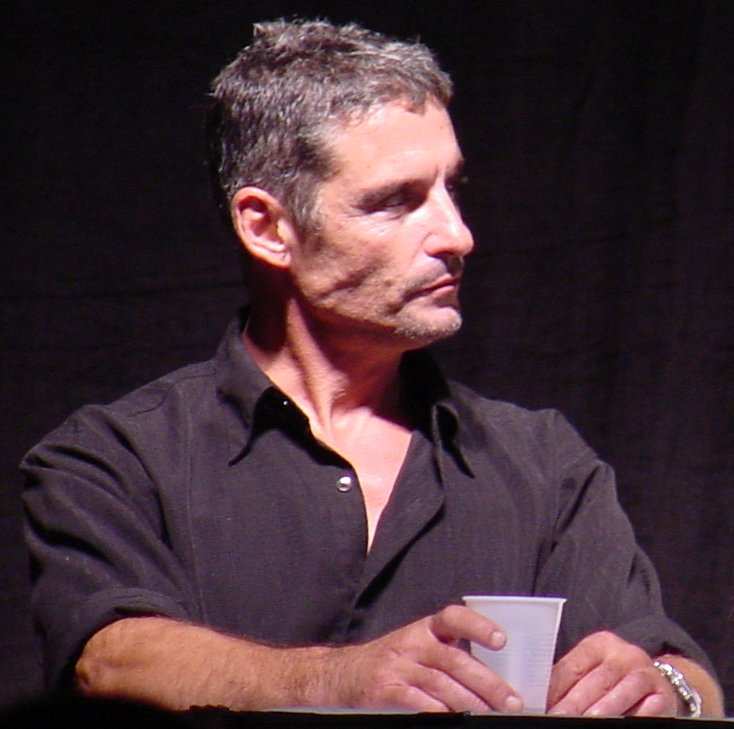
Cliff Simon, Darsteller von Ba’al

Ba’al (Cliff Simon, nach dem Gott Ba’al) ist ein Goa’uld-Systemlord. In seinem Streben nach Macht geht er, wie die meisten Goa'uld, ständig wechselnde Bündnisse ein. Er hilft bei der Vernichtung der Replikatoren der Milchstraße, indem er ein Programm einsetzt, mit dem man alle Stargates einer Galaxie gleichzeitig anwählen kann. Er dient dabei scheinbar Anubis, konspiriert aber mit den Menschen gegen ihn. Ba’al ist der einzige Goa’uld, der nach dem Sieg der Jaffa-Rebellion noch eine größere Rolle spielt. Vorübergehend zieht er auf die Erde, wo er viele Klone von sich herstellt. Dort übernimmt er schon bald die Kontrolle über den Trust. Dabei legt er den antiken Kleidungsstil der Goa’uld ab und gibt sich in der Öffentlichkeit als Wirtschaftsunternehmer. Zum Schluss bewirkt er die Übernahme von Adria durch den Einsatz einer Anti-Prior-Waffe und besetzt so diese. Ba’al ist am Ende der Serie der letzte noch lebende Goa’uld-Systemlord. Er verliert sein Leben in der 10. Staffel, als er sich in Adria einsetzen lässt und bei einer Entfernung durch die Tok’ra stirbt.
Es existierten viele Klone von ihm, die er selbst erschuf. Der letzte wurde im Film Stargate: Continuum ausgelöscht.

#### Anubis
Anubis (David Palffy, nach dem Gott Anubis) war einst ein mächtiger Goa’uld der Galaxis. Oma Desala half ihm, unter Verkennung seiner Bösartigkeit, aufzusteigen. Die anderen Antiker lehnten ihn wegen seiner grausamen Taten ab und schickten ihn nur halb zurück, um Oma Desala zu bestrafen. Er gewann erneut an Macht und wurde schnell zu einem der schlimmsten Feinde des Stargate-Kommandos und der Jaffa-Rebellion.
Um seine Macht zu demonstrieren vernichtete er den Planeten Abydos sowie eine ganze Flotte von Goa’uld-Mutterschiffen. Als Ersatz für die unzuverlässig gewordenen Jaffa-Krieger entwickelte er sogenannte Superkrieger – genetisch veränderte Wirte mit willenlosen Symbionten. Diese galten bis zur Entwicklung einer speziellen Handwaffe als unbezwingbar.
Eine Invasion seiner gewaltigen Streitmacht gegen die Erde konnte erst in letzter Sekunde abgewendet werden: SG-1 entdeckte rechtzeitig den Antiker-Außenposten in der Antarktis und zerstörte mit der dortigen Waffenplattform Anubis’ Flotte. Dabei wurde auch das Gerät vernichtet, welches Anubis menschliche Form verlieh. Anubis nahm sich in der Folge einen Wirt, begann mit der Vernichtung der Galaxis und konnte erst mithilfe von Oma Desala aufgehalten werden. Seitdem fehlt sowohl von Anubis, als auch von Desala jede Spur.

#### Hathor
Hathor (Suanne Braun, nach der Göttin Hathor) war eine Goa'uld-Königin, die vor ca. 4.000 Jahren in einem Sarkophag in einem Maya-Tempel eingeschlossen wurde. Ein archäologisches Team entdeckte den Sarkophag und befreite Hathor. Sie konnte das Stargate spüren und versuchte, in den Cheyenne Mountain Complex zu kommen, wobei sie aufgegriffen wurde. Durch Absonderung einer Substanz war sie jedoch in der Lage, alle Männer in willenlose Sklaven zu verwandeln. Sie plante im Stargate-Center ihr „Nest“ einzurichten und erschuf mit der DNS von Daniel Jackson ein ganzes Becken von Goa'uld-Larven. Außerdem verwandelte sie Jack O’Neill in einen Jaffa und wollte ihn zu ihrem Primus machen. Die Frauen und Teal'c, welcher durch seinen Symbionten gegen die Substanz immun war, konnten sie aufhalten, jedoch gelang Hathor die Flucht nach Chulak. Nach ihrer Flucht normalisierte sich der Zustand der Männer wieder. Später entführte Hathor das SG-1-Team mit Ausnahme von Teal'c, um Informationen über die Goa'uld-Systemlords zu erhalten. Sie spielte dem Team eine zukünftige Version des Stargate-Centers vor, die Täuschung flog jedoch bald auf und Hathor starb kurz danach, als O’Neill sie in den Tank einer Kryo-Einheit stieß.

#### Marduk
Marduk, nach dem babylonischen Gott Marduk benannt, war ein Goa'uld und Träger des Artefakts Auge des Tiamat. Er wurde von seinen eigenen Priestern wegen seiner Grausamkeit in einem Heil-Sarkophag in seiner Zikkurat mit einem Wesen eingesperrt, das das Fleisch seines Wirtes auffraß. Als der Wirt starb, nahm der Symbiont von dem fleischfressenden Wesen selbst Besitz. Das SG1-Team findet vor Marduks Zikkurat eine russische Zigarettenschachtel, weshalb sich bei der Erforschung der Zikkurat ein russisches Team anschließt. Es stellt sich heraus, dass ein früheres russisches Erkundungsteam das Wesen, in dem Marduk sich eingenistet hatte, aus dem Sarkophag gelassen hat und dieses nun Jagd auf das SG1-Team und das russische Team macht. Es möchte das Auge des Tiamat zurückgewinnen. Am Ende transportieren sich die letzten Überlebenden des russischen Teams und das SG1-Team mit einem Ringtransporter aus der Zikkurat und jagen diese und den Goa'uld in die Luft.

#### Yu
Yu (nach dem mythologischen chinesischen Kaiser Yu dem Großen und der Gottheit Yu Di, auch bekannt als Jadekaiser) ist im Gegensatz zu seinen Artgenossen eher friedlich gestimmt und sucht mehr nach Weisheit als nach Macht, ist jedoch auch bereit, seinen Machtbereich zu verteidigen. Allgemein gilt er, auch unter den Goa'uld, als gemäßigt. Er hatte auch niemals die Rolle eines Gottes inne, da er erkannte, dass man auch mit friedlichen Mitteln herrschen könne. Yu paktierte mehrmals mit der Erde, wenn es ihm gelegen kam, hatte ansonsten jedoch kein Interesse an diesem Teil der Galaxie, da sie weit von seinem Machtbereich entfernt war. Bei Gesprächen über Bündnisse zwischen Systemlords hat er immer die Rolle eines Vermittlers inne. Militärisch zählt er zu den eher schwachen Systemlords, da er nur an Verteidigung und nicht an Eroberungen interessiert ist. Er wird von den Systemlords wegen seiner überlegten Art und strategischen Kenntnisse zum Anführer im Kampf gegen Anubis gewählt, kann jedoch diesen nicht besiegen und muss zusammen mit den anderen Überlebenden der Schlacht fliehen. Im Gegensatz zu seinen Artgenossen hat er kein ägyptisch angehauchtes, sondern ein altchinesisches Erscheinungsbild. Da Yu die Versklavung (als Wirt) weiterer Menschen verweigerte und einer der ältesten Goa'uld war, litten er und sein Wirt letztlich an Demenz und Altersschwäche.

### Jaffa
Die Jaffa sind die Krieger und Brutkästen der Goa’uld, denen sie, im Glauben diese seien Götter, dienen. Durch die heranreifenden Goa’uld-Symbionten in ihrer Bauchhöhle erhalten sie immerwährende Gesundheit, übermenschliche Stärke und leben über 150 Jahre. Doch ist ihr Leben von den Symbionten abhängig. Diese Abhängigkeit wird ab Ende der 6. Staffel durch ein Mittel namens Tretonin besiegt. Jaffa schlafen nicht, sondern müssen täglich eine sehr tiefe Meditation abhalten, welche sie Kelno'reem nennen, um gesund zu bleiben.

#### Bra’tac

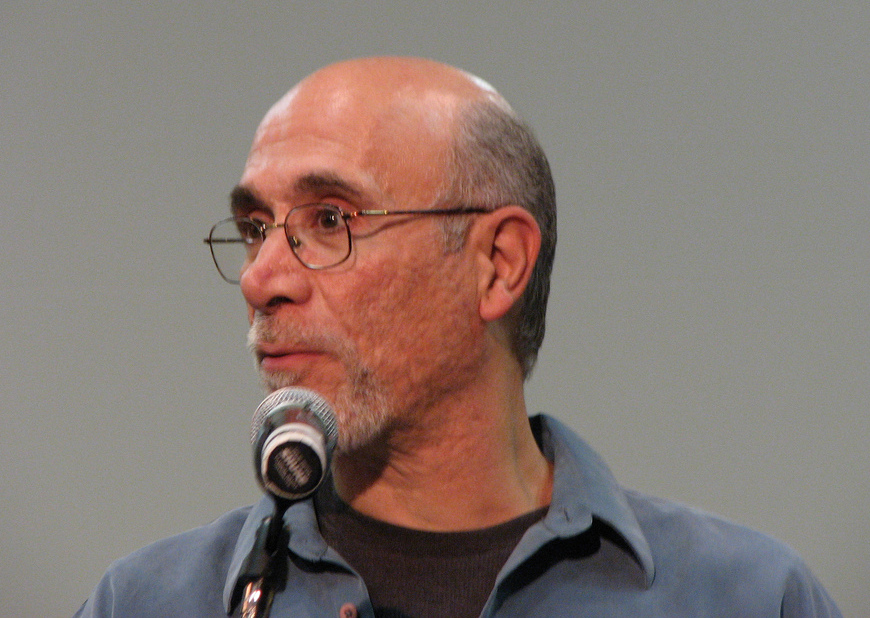
Tony Amendola

Bra’tac (Tony Amendola) war Teal’cs Vorgänger als Primus bei Apophis und sein Ausbilder. Nachdem Teal’cs Vater getötet wurde, nahm Bra’tac ihn unter seine Fittiche und wurde so zum Vorbild und Ziehvater des Jungen. Er lehrte Teal’c verschiedene Formen der Verteidigung und Meditationstechniken. Obwohl er zuerst vorgab, er sei Apophis gegenüber loyal, durchschaute er ihn, da er schon früh erkannt hatte, dass die Goa’uld falsche Götter waren.
Gemeinsam mit SG-1 und den Tok’ra gelingt es ihm später, viele Systemlords zu stürzen. Bra’tac bildet später auch Teal’cs Sohn aus. Außerdem ist Bra’tac ein wichtiges Mitglied im hohen Rat der freien Jaffa, weigert sich aber, die Führung zu übernehmen, da er sich für zu alt hält. Durch seine besonnene Art trägt Bra’tac entscheidend dazu bei, den drohenden Krieg zwischen Jaffa und Tok’ra zu verhindern. Als Kämpfer eine Legende, beherrscht er sowohl die Stabwaffe als auch die Kriegslisten wie kaum ein anderer vor ihm. Vieles davon hat er an Teal’c weitergegeben. Der Charakter Bra’tacs ist die häufigste Nebenrolle der Serie. Er ist zu Beginn seines Auftretens in der Serie 133 Jahre alt.

#### Rak’nor
Rak’nor (Obi Ndefo) ist ein Jaffa, der zunächst in den Diensten von Heru’ur stand. Als er sah, wie Teal’c gefoltert wurde und trotzdem nicht einbrach, half er diesem zu fliehen; später schloss er sich der Jaffa-Rebellion an.

Sein Vater Del’nor, war einst von Teal’c verschont worden, als Apophis Del’nors Tod angeordnet hatte. Del’nor war schließlich nach Chulak gegangen, wo er sich der Rebellion von Bra’tac anschloss. Auch entfernte er das Schlangensymbol von seinem Sohn Rak’nor, um ihn von den falschen Göttern zu befreien.

#### Hak’tyl
Die Hak’tyl (bedeutet übersetzt bedeutet etwa „Befreiung“) sind ein Stamm weiblicher Jaffa, die ab der siebten Staffel der Serie auftreten. Sie leben auf dem gleichnamigen Planeten, der zunächst unter dem Einfluss des Goa’uld Moloc steht. Später gelingt es den Hak’tyl mit Hilfe von SG-1 die Freiheit zu erlangen. Die Anführerin der Hak’tyl, Ishta (Jolene Blalock), geht mit Teal’c eine Beziehung ein.

### Tok’ra
Bei den Tok’ra (wörtlich übersetzt „gegen Ra“) handelt es sich biologisch gesehen um Goa’uld. Sie empfinden es als Beleidigung, so bezeichnet zu werden, da sie mit den Systemlords verfeindet sind. Im Gegensatz zu den Goa’uld benutzen sie nur freiwillige Wirte, die bereit sind, ihren Körper zu teilen und dadurch vollkommene Gesundheit und ein langes Leben erlangen. Auch unterdrücken die Tok’ra ihre Wirte nicht. Im Gegensatz zu den Goa’uld, die aufgrund ihres Heilungsgerätes Sarkophag Jahrtausende lang leben können, beträgt die Lebenserwartung eines Tok’ra nur einige Jahrhunderte. Ihr Leben dauert aber immer noch länger als das eines Wirts, weshalb sie die Wirte wechseln müssen. Den Sarkophag benutzen sie nicht, da er abhängig und boshaft macht. Die Königin der Tok'ra ist Ursprung für die Gesinnung ihrer Nachkommen und indirekt an der Erzeugung des Stoffes Tretonin beteiligt, stirbt jedoch während ihrer Bekanntschaft mit SG-1. Die Tok'ra können somit keine neuen Symbionten mehr erhalten und gelten seither als aussterbende Art.

#### Martouf / Lantash
Der wichtige Tok’ra Lantash und sein Wirt Martouf (J. R. Bourne) war der Geliebte von Jolinar und ihrer Wirtin. Er und sein Wirt übertragen diese Gefühle auf Carter, die die Erinnerungen von Jolinar hat, was ein wichtiges Bindemittel zwischen Tok’ra und Mensch ist. Martouf wird in der 4. Staffel erschossen, da er von den Goa’uld als Selbstmordattentäter programmiert wurde.

#### Jacob Carter / Selmak

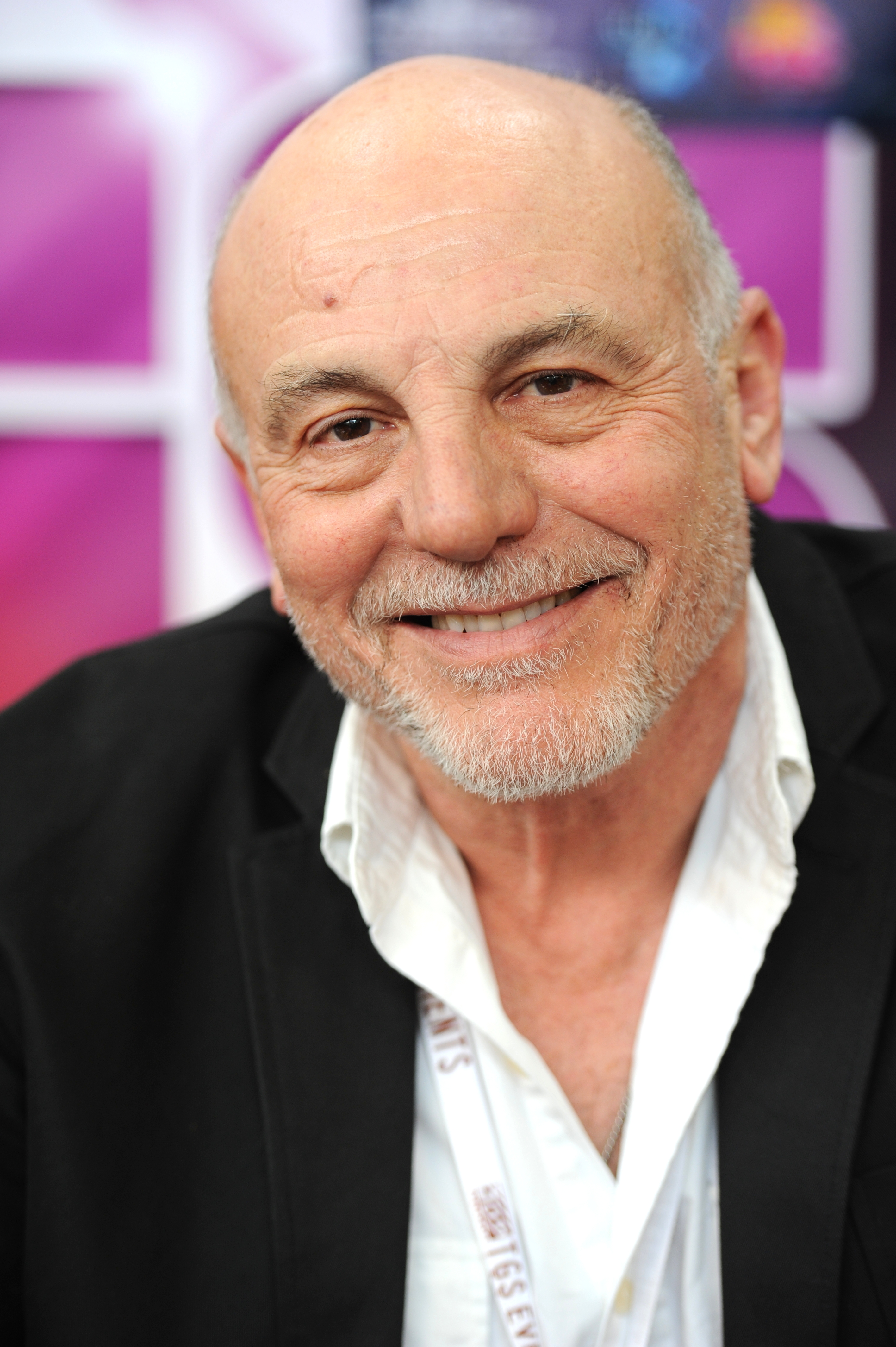
Carmen Argenziano

Jacob Carter (Carmen Argenziano) ist Samantha Carters Vater und zu Beginn der Serie ebenfalls ein Angehöriger des US-Militärs im Range eines Major Generals der US Air Force. Er fühlt sich schuldig, weil er kaum Zeit mit seinen Kindern verbracht hatte. Er und George Hammond sind seit langem befreundet. Als er an Krebs erkrankt und im Sterben liegt, geht er eine Symbiose mit dem Tok’ra Selmak ein, der seine Krankheit heilt, und schließt sich den Tok’ra an. Selmak ist einer der ältesten und weisesten Tok’ra. Jacob und Selmak helfen SG-1 immer wieder und setzten die Kooperation zwischen Tau’ri und Tok’ra fort, nachdem das Bündnis offiziell wegen verschiedenen Vorgehensweisen gelöst wurde. Beide sterben in der Episode 18 der 8. Staffel aufgrund von Selmaks Altersschwäche.

### Andere wichtige Außerirdische

#### Chaka
Chaka ist ein Unas, der Daniel zunächst entführt, sich dann jedoch mit ihm anfreundet. Zwischen ihm und Daniel herrscht ein besonderes Vertrauensverhältnis. Chaka lernt, sich besser zu verständigen, und kann so zwischen einigen Unas-Stämmen und den Menschen vermitteln.

#### Fünfter
Fünfter (Patrick Currie) ist der erste menschenähnliche Replikator mit der Fähigkeit zu Empathie. Bei seiner Erschaffung versuchten seine Replikatoren-Brüder und Schwestern einen Fehler zu beheben, den sie von ihrer Erzeugerin geerbt hatten. Wie sich herausstellt ist er dadurch zu menschlichen Gefühlen wie Liebe oder Hass fähig, was unter den Replikatoren als Schwäche angesehen wird. Er wird von Carter in der Zeitblase um Hala verraten. Als Führer der Replikatoren strebt er nun nach Rache und der Vernichtung der Menschen. Da er aber auch Carter liebt, kopiert er diese mit Replikatoreinheiten und gibt ihr alles Wissen, das er aus Carters Hirn hatte lesen können, als Teil der Identität der Carter-Kopie. Diese ist ihm an Persönlichkeit voraus und daher genervt von seiner pubertären Form von Zuneigung. Daher zerstört sie ihn und löst ihn als Anführer der Replikatoren ab.

#### Oma Desala
Oma Desala (Carla Boudreau und Mel Harris) ist eine aufgestiegene Antikerin, die immer wieder in die Geschichte der minderen Wesen eingreift. Da das nach dem Willen der anderen aufgestiegenen Antiker verboten ist, muss sie ständig auf einem schmalen Grat wandern und überlegen, wie weit sie gehen kann. Oma Desala verhilft Leuten zum Aufstieg, indem sie schwer verständliche Sprüche im Stil von Koans spricht. Während sie bei Anubis einen schweren Fehler macht, achtet sie später auf die moralische Qualität ihrer Schützlinge. Sie verhilft Daniel Jackson zum Aufstieg und hindert ihn daran, Anubis vor Abydos aufzuhalten.

#### Thor
Thor ist der Oberkommandierende der Asgard-Flotte. Zwischen ihm und SG-1 entwickelt sich ein enges Vertrauensverhältnis nachdem SG-1 die Asgard-Welt mehr als einmal vor den Replikatoren rettet. Er stirbt während des Massensuizids aufgrund ihrer physischen Degeneration zusammen mit den anderen Asgard, nachdem er SG-1 das Wissen seiner Rasse auf den Bordcomputer der Odyssey, eines Schiffes der Menschen, überspielt hat. Thor wird in der Regel von Michael Shanks synchronisiert.

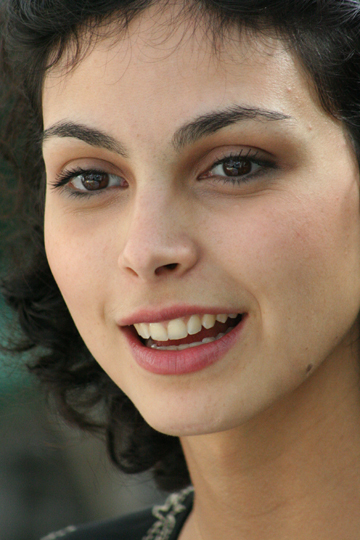
Morena Baccarin

#### Orici
Orici, von SG-1 auch Adria genannt, (gespielt von Morena Baccarin) wurde von Vala Mal Doran geboren und ist eine Spezial-Kreation der Ori. Die Ori haben in sie einen großen Teil ihres Wissens und ihrer Fähigkeiten eingepflanzt. Orici wächst binnen sehr kurzer Zeit zur jungen Frau heran. Sie führt die Flotte der Ori in der Milchstraße an, wo sie mit ihren Fähigkeiten die Ori repräsentiert. Gegen Ende der 10. Staffel schafft es Ba’al, Orici als Wirt zu nutzen und wird von SG-1 gefangen genommen. Bei dem Versuch, Ba’al aus Orici zu entfernen, sondert dieser ein Gift ab, welches den Körper von Orici tötet, sodass sie gezwungen ist, aufzusteigen. Nach dem Tod der Ori erhält sie deren Macht für sich allein, kann aber von Morgan Le Fay bezwungen werden, als der Doci und die Priore die Wahrheit über die Ori erfahren (Stargate: The Ark of Truth).

## Organisationen

### Militärisch

#### US Air Force
Die US Air Force leitet und betreibt das Stargate-Center (SGC). Darüber hinaus stellt sie das Personal für die Raumschiffe und einige SG-Teams.

#### Stargate-Center

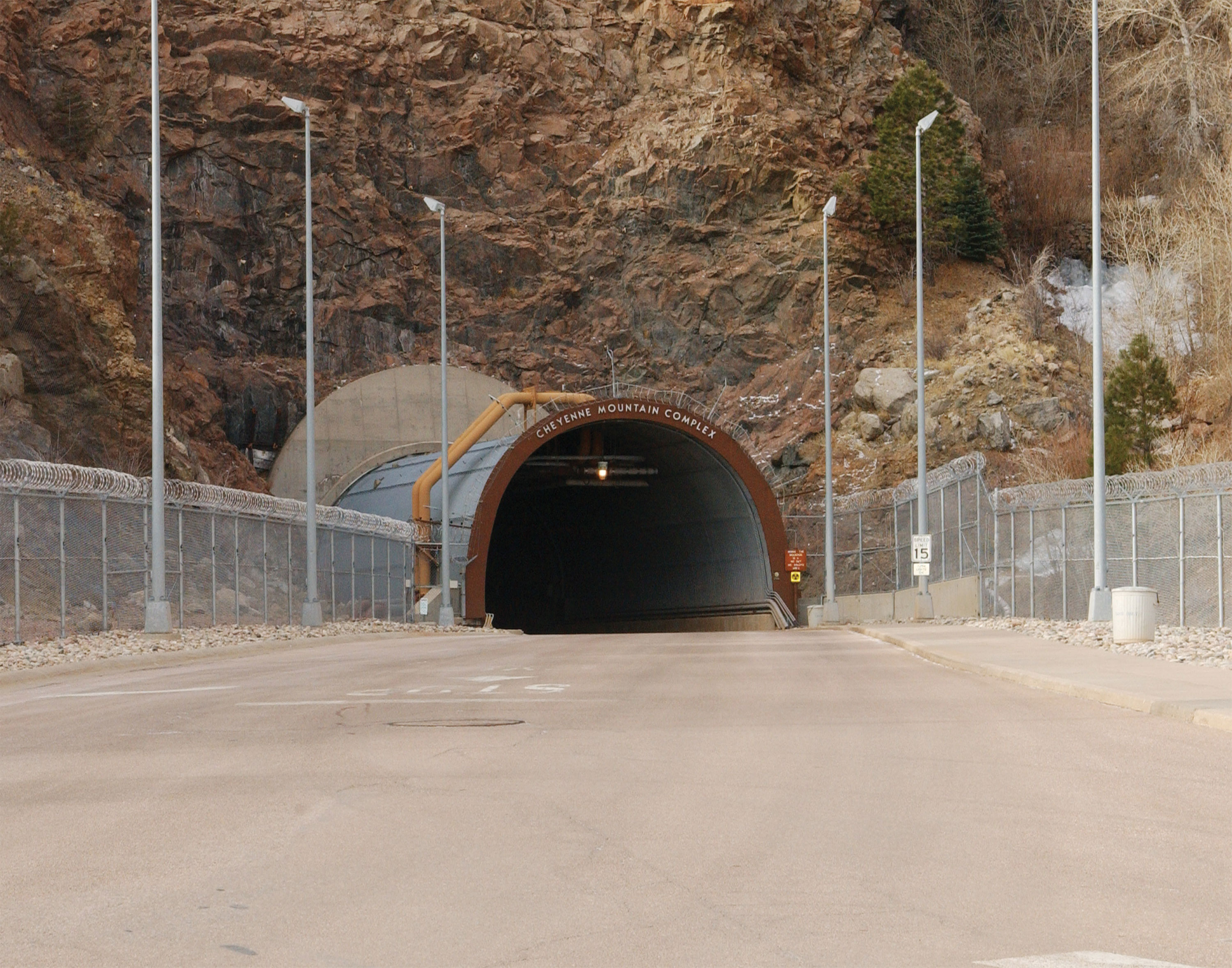
Das Eingangstor zum „Stargate-Center“ ist der real existierende Zugang zum Cheyenne Mountain Operations Center

Das fiktive Stargate-Center (SGC) ist wie der Name besagt die Zentrale, in dem das Stargate der Erde steht. Es ist unterhalb von NORAD im „Cheyenne Mountain-Complex“ untergebracht und ist eine ehemalige amerikanische Raketenbasis aus dem Kalten Krieg. Es unterliegt strengster Geheimhaltung. Zu Beginn der Serie ist Major General George Hammond Kommandant dieser Einrichtung, dann tritt der zum Brigadegeneral beförderte Jack O’Neill an seine Stelle. Später übernimmt Major General Hank Landry die Leitung. Das Stargate-Center untersteht dem Pentagon.
Neben dem Stargate-Center im Cheyenne Mountain Complex gibt es auch noch eine weitere Basis, unter anderem den so genannten Alpha-Stützpunkt auf dem Planeten mit der Bezeichnung P3X-984, der in den ersten Staffeln als Ausweichstützpunkt für den Fall eingerichtet wird, dass das Stargate-Kommando auf der Erde vom Feind überrannt wird. Später wird der Planet gewechselt, nachdem Anubis über Gehirnsonden Zugriff auf Jonas Quinns Gehirn nahm und ihm damit der Standort der geheimen Basis bekannt wurde.
Area 51 ist quasi ein Ableger des Stargate-Centers, eine militärische Forschungsstation in der Wüste von Nevada. Da in Cheyenne Mountain nicht genügend Platz ist, um zum Beispiel ein außerirdisches Raumschiff zu untersuchen, werden alle größeren (oder nicht mehr gebrauchten) Objekte zur Lagerung und Forschung nach Area 51 gebracht.

#### Sonstige
- Das Marine Corps stellt zusammen mit der Army und Navy Personal zur Unterstützung des Stargate-Centers.
- Als weiterer Partner des Stargate-Projektes stellt die Russische Föderation ebenfalls Personal.

### Zivil

#### NID
Der NID ist eine zivile US-Organisation, die das SGC überwacht.
In den Reihen des NID existierten geheime Zellen, die mit kriminellen Mitteln ihren finanziellen Nutzen aus dem Stargate zu ziehen versuchten. Außerdem existieren mehrere Gruppen ehemaliger NID-Agenten, die zum Zweck des Schutzes der Erde illegale Aktionen durchführen. Aus diesen abtrünnigen Zellen bildete sich der TRUST. Im Verlauf der Serie arbeiten das Stargate-Kommando und der NID nach anfänglichen Problemen immer besser zusammen.
Ursprünglich sollte der NID „NRD“ heißen, was unter den Autoren für „Not a Real Department“ (engl.: keine reale Behörde) gestanden hat. Man hat sich aber später für „NID“ entschieden. Diese Abkürzung hat ebenfalls keine offizielle Bedeutung, wurde im Rahmen des Stargate-Pen-&-Paper-Rollenspiels jedoch als „National Intelligence Department“ interpretiert.

#### IOA
Neben Russland, das das Stargate-Projekt schon seit einer früheren Phase der Serie unterstützt, kommen im weiteren Verlauf China, Frankreich, Deutschland und Großbritannien hinzu in den Kreis der unterstützenden Nationen, seit das Pentagon diese Regierungen bei einem Gipfeltreffen darüber unterrichtet hat. Dabei arbeiten sie im Rahmen einer Aufsichtsbehörde als International Oversight Committee (IOC, auch genannt International Oversight Advisory, IOA) zusammen. Dieses Gremium ersetzt im späteren Verlauf die US-Regierung bzw. den US-Präsidenten als oberste Entscheidungsinstanz in Bezug auf das Stargate-Programm. Vorsitzender und somit Gesicht des IOA ist fast durchgehend Richard Woolsey.

#### TRUST
Der TRUST wird von ehemaligen Mitarbeitern des NID gegründet, nachdem die kriminellen Aktivitäten des NID aufgeflogen sind. Zum einen unternimmt er Aktionen, um finanziellen Gewinn aus dem Stargate zu ziehen, zum anderen verfolgt er das Ziel, die Erde zu verteidigen, wobei er jedoch skrupellos vorgeht.
Um seine Ziele durchzusetzen, schreckt der TRUST auch nicht davor zurück, durch Symbiontengift das Leben ganzer von Jaffa besiedelter Planeten auszulöschen. Später wird der Trust von dem Goa’uld Ba’al infiltriert und übernommen. Sowohl vor als auch nach der Infiltration durch den Goa’uld bereitet der TRUST einige Probleme und bringt das SGC wiederholt in Gefahr.

## Rassen

### Alte Rassen
Alle alten Rassen, die hoch entwickelte Technik besitzen und schon zur Zeit der Antiker lebten.
 Alteraner
Sie waren die erste Evolutionsstufe der Menschheit. Nach einem heftigen Disput unter den Alteranern spalteten sie sich in zwei Fraktionen auf – Antiker und Ori.
 Antiker
Die Antiker stammen, wie die Ori, vom Volk der Alteraner ab. Nach einem heftigen Disput mit den Ori verließen die Antiker daher ihre ursprüngliche Galaxie und besiedelten die Milchstraße. Sie gelten als die Erbauer der Stargates und vieler anderer bahnbrechender Technik. Nach Äonen gelang es den Antikern schließlich, in eine höhere Ebene der Existenz aufzusteigen, in der sie als Energiewesen weiterexistierten. Die Antiker haben die Regel, dass sich keiner von ihnen in die Angelegenheiten einer niederen Existenzebene einmischen darf. Sie waren ein ausgesprochen kultiviertes Volk, das im Gegensatz zu den Goa’uld und den Ori die Anbetung durch niederere Rassen ablehnte und als sehr friedfertig und wissbegierig galt. So verschrieben sie sich der Erforschung anderer Planeten. Nachdem die Antiker vor ca. 10.000 Jahren die Pegasusgalaxie wieder verlassen hatten, sind die meisten aufgestiegen. Nicht alle Antiker waren in der Lage aufzusteigen, so dass es zu Vermischungen mit den Menschen kam, wodurch zahlreiche von ihnen tatsächlich genetisch mit den Antikern verwandt sind und das Antikergen, welches benötigt wird, um ihre Technik zu nutzen, haben.
 Ori
Die Ori stammen, wie die Antiker, vom Volk der Alteraner ab, die von den bekannten Antikern jedoch zurückgelassen wurden. Sie verstehen sich selbst als Götter und lassen sich dementsprechend verehren, um so ihre Macht zu steigern, indem sie in einem komplizierten Prozess durch die Anbetung der Menschen zusätzliche Energien von diesen sammeln. Durch die Verehrung soll den Menschen der Aufstieg ermöglicht bzw. vereinfacht werden. Tatsächlich aber verkürzt er deren Lebenserwartung durch das Abziehen der Energie. Vertreten werden sie fast immer durch Priore, denen sie unter anderem telekinetische Kräfte verliehen haben. Menschen, die ihrer Lehre des Ursprungs nicht folgen wollen, lassen sie von ihren Anhängern vernichten. Sie sehen die Antiker als ihre einzige Bedrohung und größten Feinde. Sie sammeln daher die Energie der Menschen, um sie vernichten zu können. Die Ori begannen mit der Invasion der Milchstraße, nachdem sie durch Vala und Daniel Jackson von der Existenz tausender bewohnter Welten erfuhren, die ihnen noch mehr Energie im Kampf gegen die aufgestiegenen Antiker verhießen. Sie griffen allerdings nicht persönlich in den Kampf in der Milchstraße ein, sondern schickten lediglich Priore mit Anhängern in starken Raumschiffen.
 Asgard
Dieses Volk war vor dem Aufstieg der Antiker mit diesen und ist mittlerweile mit den Menschen verbündet. Sie stehen im Krieg mit den Replikatoren und den Goa’uld. Ihre Technik ist auf vielen Gebieten nicht so weit entwickelt wie die der Antiker, sie besitzen jedoch ähnlich gute und schnelle Raumschiffe. Im Gegensatz zu den Antikern verkannten die Asgard die Gefahren des Klonens, was letztendlich auch zu ihrem Aussterben führt. Die Asgard sind der Technik der Menschen weit überlegen, des Weiteren brachten sie viele große Denker hervor und schrieben über den Sinn des Lebens. Nachdem sie durch einen ihr Erbgut weiter schädigenden Virus geschwächt und von den Ori angegriffen werden, begehen alle zusammen Massensuizid. Sie übergeben als letzte Handlung ihr Wissen an die Menschen und vernichten ihre neue Heimatwelt mit sich. In Stargate Atlantis „The Lost Tribe“ erfährt man, dass einige Asgard aufgrund von Unstimmigkeiten mit dem hohen Rat der Asgard (Klonexperimente an Menschen) während des Krieges zwischen Antikern und Wraith in die Pegasusgalaxie kamen, um ihre Experimente dort fortzusetzen. Ihre Schiffe, die zu langen interstellaren Flügen fähig waren, wurden jedoch von den Wraith zerstört, weswegen sie sich auf einem unwirtlichen Planeten mit giftiger Atmosphäre verstecken mussten. Und so entwickelte sich eine zweite, „böse“ Asgardzivilisation, die ihr weiteres Überleben durch Klonen mittels Experimenten an Menschen sicherte und im Kampf gegen die Wraith auch vor menschlichen Kollateralschäden keinen Halt macht.
 Nox
Eine der „vier Rassen“ im Universum. Sie bildeten eine Allianz mit den Asgard, den Furlingern und den Antikern. Sie sind vegane Pazifisten mit hoch entwickelter Technik, die effektive Tarntechnik und umfangreiche medizinische Kenntnisse umfasst. Der Pazifismus der Nox geht so weit, dass sie eher selbst sterben, als ein anderes Lebewesen zum Selbsterhalt zu töten.
Furlinger (Fellinge)
Gehören ebenfalls zum Bündnis der vier Rassen, allerdings werden sie nur in sieben Episoden erwähnt, der Zuschauer erfährt praktisch nichts über diese Rasse.

### Junge Rassen
Alle Rassen, die erst nach dem Aufstieg der Antiker Bedeutung erlangten.
 Goa’uld
Eine wurmförmige, parasitäre Rasse. Die Goa’uld lebten ursprünglich in stehenden Gewässern. Sie dringen gewaltsam in Wirte ein (zum Beispiel durch den Mund oder Nacken) und übernehmen, nachdem sie sich um den Hirnstamm geklammert haben, die vollständige Kontrolle des Körpers des Wirtes. Ihre ersten Wirte waren die Unas, die auf ihrem Heimatplaneten vorkommen. Als sie jedoch auf der Erde auf die Menschen trafen, nutzten sie diese als neue Wirte, da sie deren körperliche Vorteile gegenüber den Unas erkannten. Der Goa’uld Ra gilt als Entdecker der Menschen (er gilt auch als erster, der sie als Sklaven und Wirte hielt). Ihre Larven werden in den Bauchhöhlen der Jaffa platziert, wo sie heranwachsen, bis sie selbst einen Menschen als Wirt übernehmen können. Die Goa’uld haben sich im umfangreichen Maße der Technik der Antiker bemächtigt (Ringtransporter, Sarkophag, Waffen etc.), aufgrund mangelnder technischer Kenntnisse konnten die Goa’uld jedoch nie die Qualität der Antikertechnik erreichen. Die meisten Goa’uld wollen die bedingungslose Anbetung durch die Menschen und Jaffa (was im Gegensatz zu dem moralischen Handeln der Antiker steht). Die Goa’uld verlieren durch die Streitmacht der Erde und eine Jaffarebellion viele Planeten und büßen einen Großteil ihrer Macht ein. In Stargate: Continuum wurde schließlich der letzte Systemlord getötet.
 Menschen
Die Heimatwelt der Menschen ist die Erde. Sie wurden von den Goa’uld jedoch entführt und auf vielen anderen Planeten angesiedelt. Aufgrund ihres einfachen Körperbaus eignen sie sich besser als Wirte als die Unas. Es wird vermutet, dass die Menschen eine zweite Entwicklung der Antiker darstellen. Dass einige nicht aufgestiegene Antiker von Atlantis zur Erde gingen, erklärt, dass einige Menschen das Antiker-Gen, das zur Verwendung von Antikertechnik erforderlich ist, in sich tragen. Ein technisch fortschrittliches Menschenvolk sind die Tollaner. Die Menschen gelten, nachdem sie sich bewiesen haben, als „fünfte Rasse“ des alten Bündnisses.
 Replikatoren (Replikanten)
Die Replikatoren wurden vom Androiden Reese erschaffen und es wurde angedeutet, dass sie auf Antikertechnik basieren. Sie sind extrem aggressiv und fallen wie ein Heuschreckenschwarm auf Planeten ein, immer auf der Suche nach höher entwickelter Technik. Sie wandeln die Maschinen und Ressourcen anderer Welten in Replikatorenteile um und setzen diese dann zu neuen Replikatoren zusammen. Ursprünglich haben sie die Form von Insekten, entwickeln jedoch später auch menschliche Formen. Am Ende der 8. Staffel werden sie vernichtet, tauchen jedoch im Film Stargate The Ark of Truth – Die Quelle der Wahrheit erneut auf, diesmal vom IOC als Waffe gegen die Ori geschaffen.
 Unas
Humanoide Rasse, die sehr widerstandsfähig und auf dem gleichen Planeten wie die Goa’uld entstanden ist. Sie waren auch die ersten Wirte der Goa’uld, bevor diese dazu übergingen, Menschen als Wirte zu nutzen. Sie wirken zwar auf den ersten Blick recht primitiv, sind jedoch intelligente Wesen mit Sozialstruktur, Kultur und Sprache.

## Planeten
In Stargate kommt eine Vielzahl Planeten vor, viele nur in einer oder wenigen Episoden. Hier sind die wichtigsten Planeten aus dem Stargate-Universum:
 Abydos
Der Planet aus dem Kinofilm Stargate. Er ist die Heimat von Sha’re und Ska’ara. Der Goa’uld Ra ließ sich auf Abydos nieder, nachdem er von den Ägyptern auf der Erde vertrieben worden war. Abydos wurde auch in mehreren Episoden der Fernsehserie besucht und in Episode 6.22 von Anubis durch sein modifiziertes Mutterschiff zerstört. Um die Bevölkerung zu schützen, lässt Oma Desala sie alle aufsteigen.
 Alpha-Basis
Die Alpha-Basis liegt auf einem unbewohnten Planeten. Sie wurde von den Menschen der Erde eingerichtet, um die Führungsspitzen der Erde oder alliierte Völker dorthin evakuieren zu können. Die Alpha-Basis wechselt ihren Standort im Verlauf der gesamten Serie häufiger.
P3X-888
Der ursprüngliche Heimatplanet der Goa’uld und außerdem bewohnt von Unas.
 Chulak
Ein von Jaffa bewohnter Planet, früher kontrolliert vom Goa’uld Apophis. Nach dessen Sturz wird Chulak eine der ersten Welten, auf denen freie Jaffa leben. Außerdem ist Chulak der Heimatplanet von Teal’c. Später wird Chulak von den Ori als erstes Ziel erobert.
 Dakara
Bestbehüteter Planet der Systemlords. Hier perfektionierten die Goa’uld die Kunst, menschliche Wirte zu nehmen, und schufen dadurch die Jaffa. Für alle Jaffa ist das ein heiliger Ort. SG-1 fand im Tempel von Dakara ein Gerät, das Materie auf molekularer Ebene manipulieren kann. Mit diesem Gerät brachten die Antiker nach der Seuche Leben in die Milchstraße. Systemlord Ba’al, die Jaffa und Menschen nutzen dieses Gerät gemeinsam, um die Replikatoren in der Milchstraße zu vernichten. Später nutzen die Jaffa das Gerät, um die Bevölkerung auf Planeten auszulöschen, die unter der Kontrolle der Ori stehen, woraufhin die Ori Dakara verwüsten und das Gerät zerstören.
Erde (Tau’ri)
Die Heimatwelt der Menschen und erster Planet der Antiker in der Milchstraße. Die Erde war auch der erste Standort der legendären Antiker-Stadt Atlantis.
 Langara
Der Planet, auf dem die drei rivalisierenden Nationen Kelowna, Tirania und Andaria leben. Kelowna ist die Heimat von Jonas Quinn. Hier liegen die einzigen bekannten Naquadriah-Vorkommen.
Orilla
Neuer Heimatplanet der Asgard. Der Planet wurde von den Asgard selbst zerstört, nachdem sie durch zu häufiges Klonen vor dem Aussterben standen.
P3X-972 (Heliopolis)
Als 1945 das Stargate zum ersten Mal vom US-Militär aktiviert wurde, kam Ernest Littelfield auf diesen Planeten. Der Planet war ein Treffpunkt der vier großen Rassen des Universums (Antiker, Nox, Asgard und Furlinger). Das Stargate stürzte später ins Meer und der Treffpunkt, eine Festung, wurde zerstört.
Tollana
Der neue Heimatplanet der Tollaner, der über ihr selbst gebautes Stargate verfügt. Später wird Tollana von dem Goa’uld Anubis angegriffen, der Schilde gegen ihre Ionen-Kanonen entwickelt hat.
Pangar
Auf Pangar wurde die Tok'ra-Königin Egeria mehr als 2000 Jahre von Ra gefangen gehalten. Die Pangaraner fanden Königin Egeria bei Ausgrabungen und machten fast 50 Jahre Experimente mit ihr und ihren Nachkommen. Die Nachkommen wurden schließlich zur Herstellung von Tretonin missbraucht – einem Stoff, der letztlich zum Schlüssel für die Unabhängigkeit der Jaffa von den Goa'uld wurde.

## Film und Serie
Die Idee für die Fernsehserie kam bereits 1994, also kurz nach dem Film. Ursprünglich gab es die Idee der Produzenten des Films Stargate, Roland Emmerich und Dean Devlin, eine Fortsetzung in Form eines Kinofilms zu produzieren. Das Studio, das die Rechte an Stargate hatte, bevorzugte die Idee einer Fernsehserie. Als Emmerich und Devlin das Konzept der Serie sahen, wollten sie damit nichts zu tun haben, weil es nicht ihrer Idee des Projektes entsprach.
Wenig überraschend gibt es viele Punkte, an denen die Serie vom Film abweicht. So wurde in der Serie von Anfang an der fremde Planet als „Abydos“ bezeichnet, obwohl dieser Name im Film nicht vorkommt. Außerdem wurde die Position des Planeten aus der Kaliangalaxie in die Milchstraße verlegt. Ein wesentlicher Punkt, der in der Serie verändert wurde, ist die Herkunft des Stargates. Im Film wird (indirekt) erklärt, Ra habe das Sternentor geschaffen, um Sklaven von der Erde nach Abydos zu schicken. In der Serie werden die Antiker als Erbauer eines ganzen Netzwerkes aus Sternentoren eingeführt.
Auch haben Ras Jaffa im Film keine kreuzförmigen Symbiontenöffnungen am Bauch und tragen auch keine Symbole ihres Herren auf der Stirn. Die Stabwaffen und Gleiter wurden fast identisch übernommen. Die Szene des Aufstandes der Menschen im alten Ägypten auf der Erde gegen Ra in der Serie ähnelt sehr der Szene im Kinofilm in den Sanddünen auf Abydos.
Auch wurde die Geschichte der Goa’uld (der Name taucht im Film auch nicht auf) geändert. Im Film war noch die Rede davon, dass Ra zu einer sterbenden Rasse gehörte und sich seine Seele von seinem Körper zu lösen begann. Auch werden dort kurz Szenen seines echten Körpers gezeigt, der an das Aussehen der Asgard in der Serie erinnert. In der Serie hingegen sind die Goa’uld keine aussterbende Rasse, sondern eine parasitäre wurmähnliche Lebensform.
Ein wesentlicher Unterschied besteht in der Figur von Jack O’Neil (in der Serie künftig O’Neill), im Film ein harter, depressiver US-Soldat, dessen Sohn Tyler (in der Serie heißt er Charlie) gerade erst ums Leben kam. Für die Serie wurde sein Charakter umgeschrieben, so dass er witziger und sympathischer, aber nicht weniger zynisch wirkt.

### Stargate: The Ark of Truth – Die Quelle der Wahrheit
Mit dem Ende der 10. Staffel von Stargate SG-1 blieb eine entscheidende Frage offen: Wie geht es mit den Ori weiter? Dieser, damals noch offene, Handlungsbogen wurde mit „The Ark of Truth“ zum Abschluss gebracht. In diesem Film fliegt das SG-1-Team in die Heimatgalaxie der Ori um mittels der dort vermuteten „Ark of Truth“ (Lade der Wahrheit) Adria (Orici) und mit ihr auch alle Ori, bzw. deren Priore, endgültig zu besiegen. Am Ende muss SG-1 und die Besatzung der Odyssey nicht nur gegen die Ori kämpfen, sondern auch gegen die von einem Mitglied des IOA neu geschaffenen Replikatoren.
Der 98-Minütige Film „Stargate: The Ark of Truth“ erschien am 11. März 2008 in den USA sowie Kanada und am 2. Mai 2008 (Leih-DVD bereits am 18. April) in Deutschland auf DVD.

### Stargate: Continuum
Nur ein Systemlord der Goa’uld ist noch übriggeblieben: Ba’al. Dieser soll jedoch schon bald hingerichtet werden und SG-1 soll dieser Exekution beiwohnen. Doch plötzlich verschwinden Teal’c und Vala ins Nichts. General O’Neill wird vom für Ba’al gedachten Gift getötet. Carter, Daniel und Mitchell kehren daraufhin zur Erde zurück. Aber als sie dort ankommen, wurde der Verlauf der Geschichte geändert. Das SGC existiert nicht. Während sie versuchen, alle Verantwortlichen davon zu überzeugen, was passiert ist, erscheint eine Goa’uld-Mutterschiffflotte im Orbit der Erde. Angeführt wird sie von Ba’al und seiner Königin Quetesh (Vala). Der erste Primus der beiden ist Teal’c. Nun muss SG-1 herausfinden, wie sie die Dinge rückgängig machen können, bevor die ganze Welt von Ba’al versklavt wird.

## Sonstiges
- Das Konzept der Sternentore wird bereits seit 1986 in der Science-Fiction-Heftserie Star Gate – Tor zu den Sternen, später: Star Gate – Das Original – verwendet.
- Die eigentlich anzunehmenden Sprachprobleme bei der Kommunikation zwischen Bewohnern unterschiedlicher Planeten werden weitgehend ignoriert. Die Nachkommen der verschleppten Menschen sprechen in der englischen Fassung häufig allgemeinverständliches Englisch oder mindestens eine alte Sprache der Erde, die Daniel Jackson beherrscht, selbst wenn es für diese Sprache kaum oder überhaupt keine Hinweise gibt, wie sie ausgesprochen wurde. Auch Nichtmenschen sprechen meist Englisch, ohne dass ersichtlich ist, woher sie das können oder warum sie sich der Mühe unterziehen sollten, die Sprache zu lernen. Maschinelle (Star Trek[10]) oder organismische (Farscape) Universalübersetzer besitzen die Menschen in der Serie nicht.
- Im Online-Computerspiel World of Warcraft bauten die Entwickler eine Hommage an Richard Dean Andersons Rolle des Jack O’Neill und an Amanda Tappings Rolle der Samantha Carter ein. In der Stadt Sturmwind stehen in der Halle der Champions „Hauptmann O’Neal“ und „Leutnant Carter“. Im Gegenzug unterhält sich in der 10. Folge der 3. Staffel von Stargate Atlantis Dr. Weir mit Dr. Lee, einem begeisterten Fan, über World of Warcraft, jedoch nur um diesen abzulenken. Auch in der 4. Staffel erwähnt Dr. Lee seine Leidenschaft für WoW.
- Immer wieder kommen Anspielungen auf Star Trek oder Star Wars in der Serie vor. In der Folge „1969“ nennt sich O’Neill in einem Verhör James T. Kirk. O’Neill machte auch den Vorschlag, das von den Menschen erbaute Raumschiff (die spätere Prometheus) „Enterprise“ zu nennen. Das Hochziehen der Augenbraue von Teal’c kann als eine Hommage an den Charakter Mr. Spock gedeutet werden. Dann wiederum besuchen in der 3. Folge der 5. Staffel Jack und Teal’c Major Carter, um mit ihr einen mitgebrachten Star-Wars-Film anzusehen. Außerdem gibt sich O’Neill in einem Verhör als „Skywalker … Luke Skywalker“ aus. In der Ableger-Serie Stargate Atlantis benutzt Major John Sheppard häufiger den Satz „Ganz ruhig, Chewie“, womit er eigentlich Ronon Dex meint, der ebenfalls wie Chewbacca aus Star Wars leicht zu reizen ist. Daniel Jackson gibt sich in der 12. Folge der 8. Staffel gegenüber Schmugglern als Hans Olo aus, eine Anspielung auf Han Solo. In der 10. Folge der 2. Staffel von Atlantis sagt John Sheppard außerdem „R-2, schalte gefälligst den Autopiloten ab“. In der Folge „Alles auf eine Karte (Teil 1)“ findet sich eine Hommage an Star Wars: Episode VI – Die Rückkehr der Jedi-Ritter. Das SG-1-Team muss in dieser Folge Anubis’ Mutterschiff zerstören; die Missionsbesprechungen, der Plan und letztendlich die visuellen Effekte während der Ausführung des Angriffs gleichen der Zerstörung des Todessterns in Star Wars.
- Richard Dean Anderson ist ein Fan der Zeichentrickserie Die Simpsons. Daher ist auch seine Rolle als Fan der Serie ausgelegt. (Beispielzitat: „Ich habe vergessen die Simpsons aufzunehmen. Das ist verdammt wichtig für mich.“) In der 19. Folge der 8. Staffel besitzt Jack ein Boot, das er „Homer“ getauft hat. Anderson selber hatte auch einen Gastauftritt bei den Simpsons, genauer gesagt in der 17. Staffel in der 17. Folge Kiss, Kiss Bang Bangalore, wo man unter anderem auf seine Rollen in MacGyver und auch Stargate SG-1 eingeht. In Staffel 4 Folge 10 spielt Richard Dean Anderson auf Homer Simpson an. (Zitat: „Jetzt erinnere ich mich an was. Da gibt es einen Mann. Er ist kahlköpfig und trägt ein kurzärmliges Hemd und irgendwie ist er ziemlich wichtig für mich. Ähhh… Ich glaube sein Name ist Homer.“)
- In Folge 15, Staffel 7 „Daniels Träume“ summt Sam die Stargate-Titelmelodie, während sie in einer Fahrstuhlszene neben O’Neill steht. Ursprünglich wollte die Schauspielerin Amanda Tapping die Titelmelodie von MacGyver summen, jedoch fiel diese ihr nicht ein.[11]
- In Folge 8, Staffel 3 „Dämonen“ hebt O’Neill in einer zu Beginn des Filmes stattfindenden Dialogszene den kleinen Finger an den Mundwinkel – eine Geste, die eine Anspielung auf Dr. Evil aus dem kurz zuvor erschienenen Spielfilm „Austin Powers“ ist.
- In Folge 191 „The Scourge“ Staffel 9, Folge 17, hat Lt. Colonel Cameron Mitchell zum Ausklang der Folge für den gemütlichen Videoabend den Film Starship Troopers ausgewählt. Das wird in der deutschen Fassung als Raumschiff Enterprise übersetzt, wodurch der Gag vollständig verloren geht.
- In der 200. Folge wird bei verschiedenen Szenarien für eine Verfilmung der in der Serie vorkommenden Fernsehserie „Wurmloch-Extrem“ eine Anspielung auf die Serie Farscape gemacht, in der Ben Browder und Claudia Black mitspielten.
- Es gibt einige Nebendarsteller, welche in Serien und Film in mehreren Rollen auftraten. Der Lucius-Darsteller in der Pegasus-Galaxie spielte auch im Originalfilm einen Wissenschaftler und Mitglied im Stargatecenter, ein Tollaner-Darsteller verkörperte auch Dr. Weirs Freund Simon, der Schauspieler des zweiten Läufers in Stargate-Atlantis spielte auch einen Kopfgeldjäger der Lucianer-Allianz in Stargate SG-1. Steve Bacic, der den Goa’uld Camulus spielte, war zuvor in der unbedeutenderen Nebenrolle des Major Coburn aufgetreten, er war in der Zwischenzeit durch die etwa zeitgleich produzierte Serie Andromeda bekannt geworden.

## Auszeichnungen
- 1999, 2003 und 2004 den jeweiligen Saturn Award für die beste Fernsehserie in der Syndication. Auszeichnungen an Darsteller gingen 1998 an Richard Dean Anderson als bester Darsteller und 2004 an Amanda Tapping als beste Darstellerin in einer Fernsehserie.[12]
- 2000 gewann die Serie einen Gemini Award für die beste Ausstattung in einer dramatischen Serie.
- 2003 gewann die Serie einen Gemini Award für die besten Spezial-Effekte für die Folge Das Geheimnis der Asgard.
- 2004 wurde die Serie mit dem deutschen Curt-Siodmak-Preis ausgezeichnet.
- 2006 wurde die Serie als „am längsten am Stück ausgestrahlte Science-Fiction-Fernsehserie“ (10 Jahre) in das Guinness-Buch der Rekorde 2007 aufgenommen.[13]
- Im selben Jahr gewann die Serie weitere vier Gemini Awards: Für die Episode Camelot in den Kategorien „Bester Sound in einer dramatischen Serie“ und „Beste visuelle Effekte“, für die Episode Das Geheimnis der Ori (DVD-Titel Die Herkunft) in der Kategorie „Bestes Make-Up“ und für die Episode Der Brückenkopf (DVD-Titel Das Schutzschild) erneut in der Kategorie „Beste visuelle Effekte“.